# بوکان
بوکان شهری در جنوب مرکزی استان آذربایجان غربی و مرکز شهرستان بوکان است. این شهر نسبت به برخی از شهرهای ایران، شهری جوان و نوبنیاد محسوب می‌شود و از نظر بافت تاریخی در دورهٔ قاجار و سدهٔ نوزدهم میلادی بنیان گذاشته شده است. جمعیّت شهری آن براساس سرشماری سال ۱۳۹۵، بالغ بر ۱۹۳٬۵۰۱ نفر اعلام شده که بزرگ‌ترین شهر جنوب استان آذربایجان غربی به‌شمار می‌رود. از دههٔ ۱۳۶۰ شمسی به بعد، بوکان مرکز جذب مهاجران زیادی از شمال‌غرب ایران و خصوصاً بخش‌های کردنشین ایران بوده است.
ساکنان بوکان کُرد هستند و به زبان کردی سورانی با لهجهٔ بوکانی سخن می‌گویند. بیشتر مردم این شهر رسماً مسلمان و سنی شافعی مذهب هستند. دیگر جوامع مذهبی در بوکان شامل شیعهٔ دوازده‌امامی و بهائیان می‌شود. بوکان از ارومیه ۱۸۵، از تبریز ۲۰۴ و از تهران ۶۴۹ کیلومتر از طریق خط ارتباطی زمینی فاصله دارد. موقعیت جغرافیایی این شهر، ۱۳ استان شمال و جنوب ایران را به یکدیگر متصل می‌کند. بوکان در مرز میان استان کردستان و آذربایجان غربی قرار گرفته است. ارتفاع بوکان از سطح دریای آزاد ۱٬۳۷۰ متر است و آب هوای آن استپی خشک با تابستان‌های گرم و زمستان‌های سرد است.
قدمتِ بناهای تاریخی داخل شهر به دورهٔ قاجار برمی‌گردد و نماد این شهر، قلعهٔ سردار است. در دورهٔ قاجار به سبب توجه و سکونتِ سردار عزیزخان مکری و خانواده‌اش، بوکان مورد اهمیّت قرار گرفت. خانوادهٔ سردار، در آبادانی بوکان نقش بسزایی داشتند. به گونه‌ای که این شهر در اواخر دورهٔ قاجار یک قصبه و مرکز اداری این خانواده بود. در دورهٔ پهلوی زیرساخت‌های شهری در آن بنا نهاده شد. پس از انقلاب ۱۳۵۷ در شاخص‌های اجتماعی، فرهنگی، ورزشی، اقتصادی و سیاسی شکوفا شد.
حمل و نقل داخلی بوکان، توسط سامانهٔ تاکسی‌رانی و اتوبوس‌رانی انجام می‌شود. بوکان دارای سه ناحیه شهرداری است و شهردار آن توسط شورای شهر هفت نفره انتخاب می‌شود. این شهر دارای یک پایانه مسافربری است که در شرق شهر و نزدیکی کمربندی آن واقع شده است. اقتصاد بوکان متکی به حوزهٔ صنعت و صنایع خرد و بخش اندکی مربوط به گردشگری و مسافران است. ره‌آورد مردم آن، حبوبات، فرش دستباف، ترشی، سبزیجات، لبنیات محلی و میوه‌های فصلی است.

## نام
دربارهٔ واژهٔ بوکان، نظریه‌های بسیاری مطرح شده و اختلاف نظر میان نویسندگان و روایت کنندگان وجود دارد.ولادیمیر مینورسکی به نقل از رشیدالدین فضل‌الله همدانی گفته است که پیک امرای مغولی مرکیت بوکان نام داشته است. ناحیهٔ بوکان در اصل شاید بهی یا باهی  نام داشته که امروزه فقط به یک دهستان بوکان اطلاق می‌شود.
بنا به روایتی، بوکان را ابتدا شهر کهنه خوانده‌اند و آن شهر در جنوب غربی فعلی بوکان واقع شده بود که در اثر زلزله ویران شده و در محل فعلی نی‌زار و چشمه‌سار، بوکان را بنا کرده‌اند. بوکان چشمه‌های آب متعددی در آن وجود داشت و در زبان کُردی به چشمه «کانی» گفته می‌شود. روایت می‌شود، شخصی که می‌خواهد به کانی برود در زبان کُردی می‌گوید: «ده‌چم بوکانی.» به جهت سلیس و خوش آهنگ بودن، حرفِ ی آخر آن حذف و تبدیل به «بوکان» شده است.

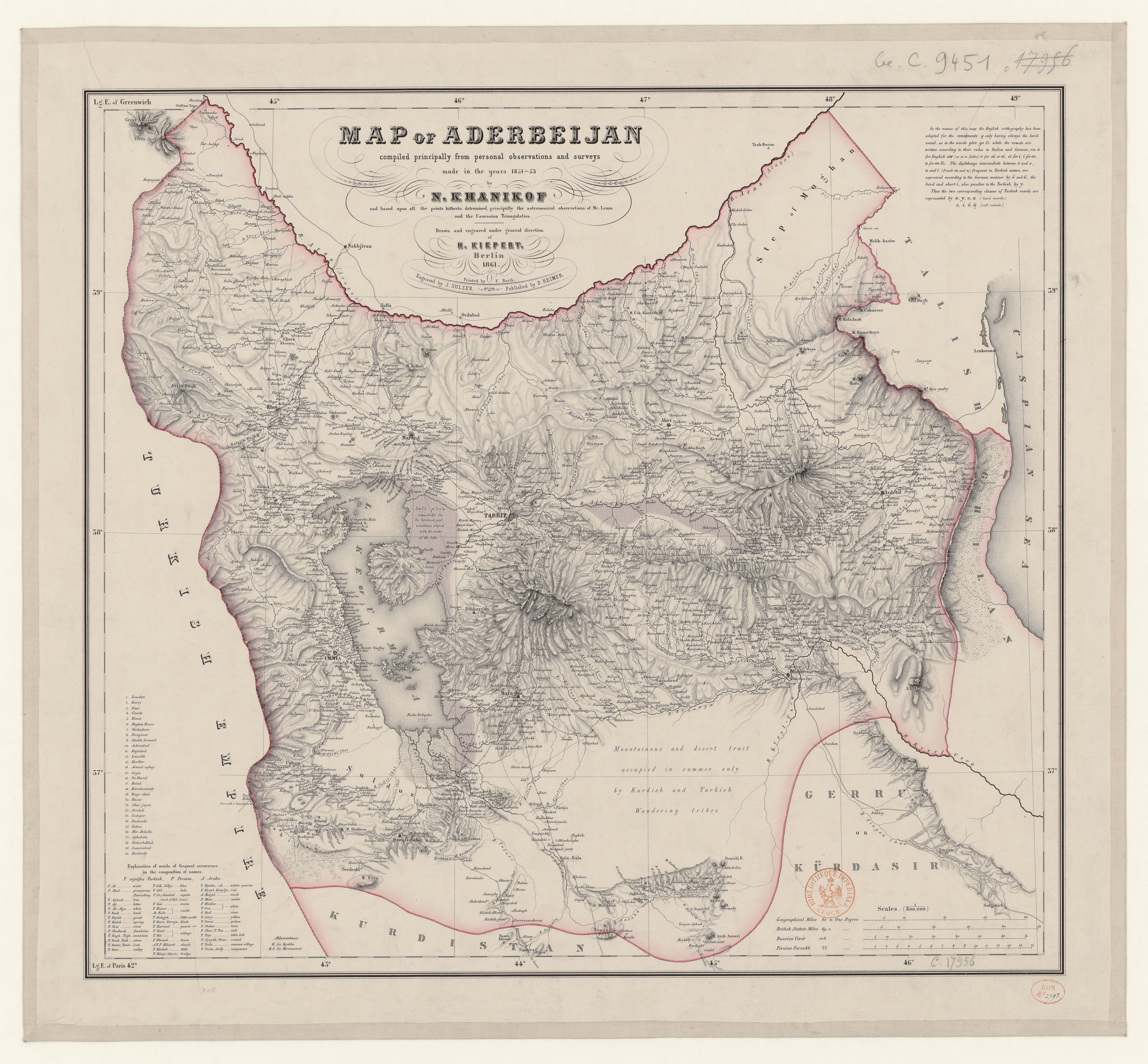
نقشهٔ آذربایجان، سال ۱۸۵۱ میلادی برابر با ۱۲۳۰ شمسی که نام بوکان به انگلیسی Bukan درج شده است. ترسیم شده توسط هاینریش کیپرت، برلین آلمان ۱۸۶۱. نقشه‌بردار: نیکولای خانیکوف.

- برپایهٔ نظر ولادیمیر مینورسکی، تا پیش از دورهٔ قاجار نامی از بوکان در منابع تاریخی و جغرافیایی مشاهده نشده است.[۱۵]
- روایت قدیمی مرتبط با سندِ سال ۱۲۲۸ شمسی[ت] وجود دارد که مالکیت بوکان و حومهٔ آن به عزیزخان سردار مکری منتقل شد. بنا به درخواست عزیزخان، در سند انتقال، نام این منطقه به «بوکان» تغییر یافته است. از این تاریخ، نام بوکان در نقشه‌ها و نامه‌ها و مکاتبات ثبت شد.[۱۶]
- رضاقلیخان هدایت در کتاب فرهنگ انجمن‌آرای ناصری (تألیف سال ۱۲۵۰ خورشیدی) در مورد ریشهٔ نام این شهر می‌گوید: بوکان نام قصبه‌ای‌ست در ولایت ساوج‌بولاق مُکری[ث] که گویند آب و هوای نیکو دارد، و در برهان به‌معنی گلزار نیز نوشته و اگر چنین باشد با کاف عربی خواهد بود و بوکان یعنی «کانُ بوی خوش».[۱۷]
- در لغت‌نامه دهخدا و فرهنگ فارسی معین، بوکان نعلی است آهنین که درون برف در پای کنند.[۱۸]
- جئونیمز بانک اطلاعاتی جغرافیایی در ایالات متحده آمریکا، نام این شهر را به انگلیسی Bukan ثبت کرده است.[۱۹]

### لقب‌ها و عناوین
بوکان دومین شهر مهاجرپذیر ایران بعد از کرج، اَمن‌ترین شهر استان آذربایجان غربی، جایگاه دوم باسوادی (۹۵٪ نرخ باسوادی) پس از شهر ارومیه در سال ۱۳۹۵. به این شهر لقب‌های عروس شهرهای ایران، شهر فرهیختگان، شهر آب‌ها و چشمه‌سارها، شهر حسن زیرک، شهر سردار عزیزخان مکری و شیرازِ کُردها داده شده است. در میان مردم کُرد، بوکان از جایگاه فرهنگی - سیاسی بالایی برخودار بوده و کانون توجه است.

## تاریخ
پیشینه و بافت تاریخی شهر بوکان به دورهٔ قاجار بازمی‌گردد و با زندگی‌نامهٔ چهار شخصیت برجستهٔ دولتی که به «خانوادهٔ سردار بوکان» معروف هستند، گره خورده است. اهمیت تاریخی بوکان بیشتر به ارتباط آن با خاندان سردار عزیزخان مکری، سپهسالار ناصرالدین شاه، برمی‌گردد. در گذشته، بوکان تنها یک تپهٔ مشرف به چشمه‌های آب با زمین‌های مرطوب و باتلاقی بود که اطراف آن را باغ‌ها فرا گرفته بودند. در سال‌های نخستین سلطنت ناصرالدین شاه، این منطقه جمعیتی حدود ۶۰ نفر داشت و خانه‌هایی گلی در آن بنا شده بود. بوکان ابتدا به‌عنوان روستایی کوچک شکل گرفت که در اطراف یک قلعه ساخته شده بود. این قلعه در ابتدا محل سکونت عزیزخان مکری بود و سپس به‌صورت موروثی به فرزندان و نوادگان او رسید.
در دورهٔ قاجار، بوکان و روستاهای اطراف آن تحت مالکیت و مدیریت عزیزخان مکری قرار داشت.
از زمانِ شکل‌گیری بوکان در دورهٔ قاجار، این منطقه همواره نقشی کلیدی در تعاملات میان دولت مرکزی ایران و عشایر منطقه ایفا کرده است. بوکان به‌عنوان نقطه‌ای استراتژیک و قابل اعتماد برای حکومت‌های مرکزی شناخته می‌شد. قبل از دوره ناصرالدین شاه، مرکز ایل مکری ساوجبلاغ بود. اما عزیزخان مکری برخلاف سایر بزرگان این ایل، در بوکان سکونت کرد و بخشی از قدرت مکری‌ها را در این منطقه قرار داد.
به گفتهٔ ولادیمیر مینورسکی در این زمان، بوکان یک قصبه و مرکز اداری یک بخش و محل سکونتِ نسل به نسل حاکمان مکری بوده است.مالکین کُرد منطقهٔ بوکان و حومهٔ آن، در ادارهٔ بخش کوچکی از مناطق کُردنشین ایران، نقش آفرینی کردند. آن‌ها با عناوینی همچون آجودان‌باشی، سرتیپ، سرهنگ، امیرتومان و همچنین تصدی مناصبی چون فرمانداری (حاکم) در آن دوره، دارای جایگاه و قدرت بودند. بنا به گفتهٔ ژاک دمورگان، سیف‌الدین‌خان سردار پسر عزیزخان، کُردهای این مناطق را به یکجانشینی و ساخت روستا در زمین‌هایشان تشویق می‌کرد و اهمیت بوکان را بعنوان یک منطقهٔ مهم افزایش داد. در سال ۱۲۶۰ شمسی، در نزدیکی قلعه و مسجد، مکان‌هایی مانند حوضخانه و بازار سرپوشیده توسط سردار سیف‌الدین خان مکری حاکم وقت بوکان احداث شدند. سیف‌الدین برای تکمیل کارهای ساختمانی قلعهٔ پدرش و مسجد جامع و استخر آب از روی ناچاری و تنگ دستی چند آبادی به نام‌های تبت، اینگیجه و کهریزه از املاک مورثی خود را فروخت و به کمک مهندسین روسی برای تأمین آب روستا و قلعه، استخر آب را بنا کرد.
عزیزخان مکری، سیف‌الدین خان مکری و محمدحسین خان مکری در فراهم کردن امکانات اولیهٔ بوکان و شکل‌گیری آن نقش مهمی داشته‌اند. آن‌ها برای بوکان، مسجد، حمام، بازار، سیستم تأمین آب، مکتب‌خانه، گورستان و سد ساختند. علی خان مکری آخرین و چهارمین سردار این شهر، در سال ۱۳۰۶ شمسی، بوکان را واگذار و از امورات دولتی کناره‌گیری کرد.

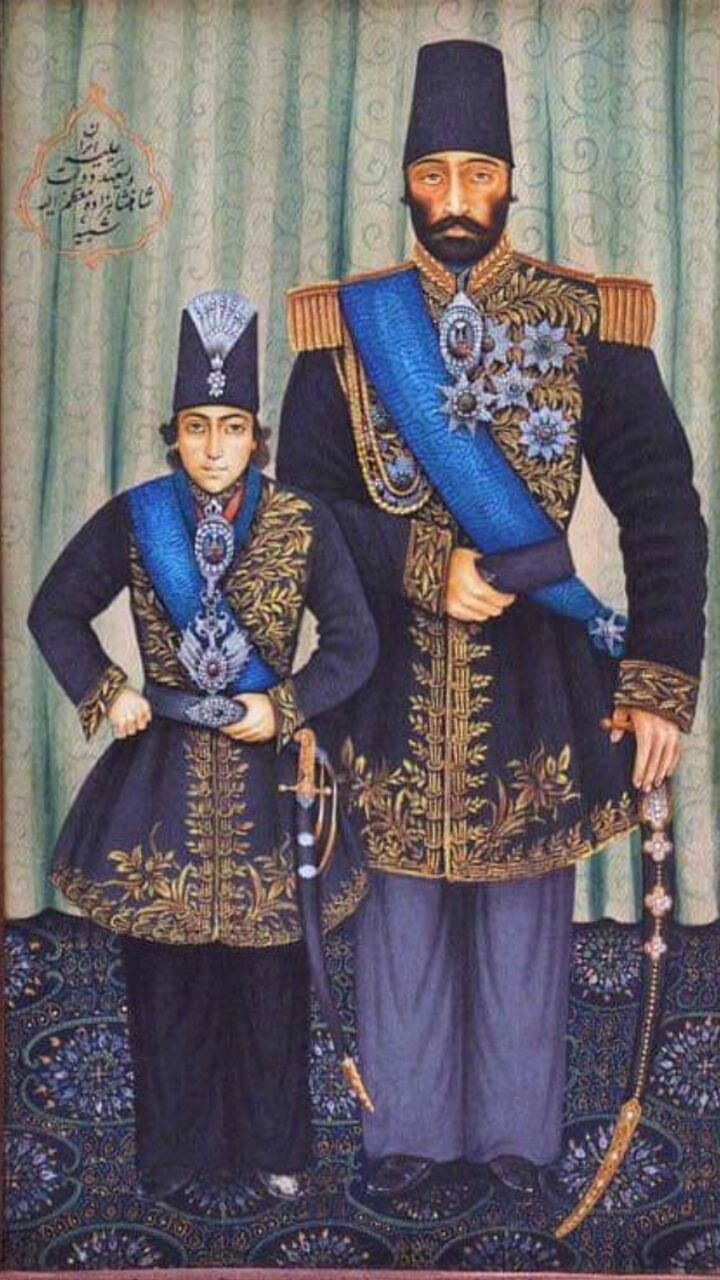
عزیزخان مکری، اولین سردار
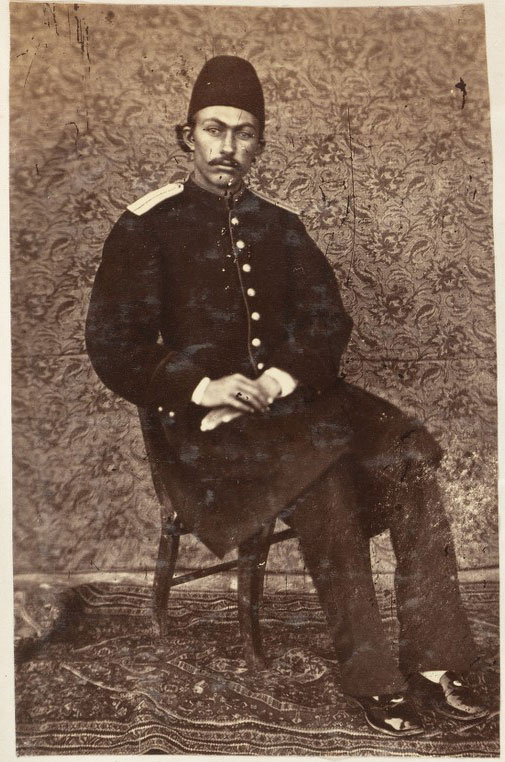
سیف الدین خان مکری، دومین سردار
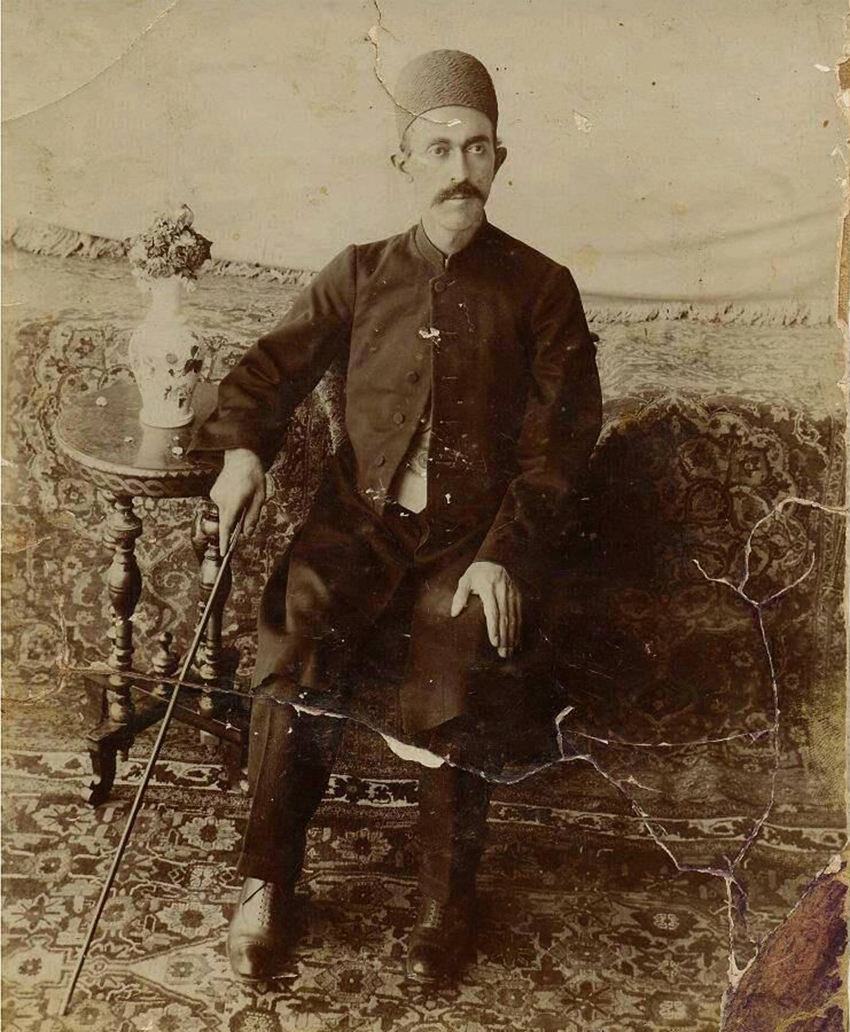
محمدحسین خان مکری، سومین سردار

برپایهٔ یک سند قدیمی که مربوط به سال ۱۲۲۸ شمسی و در یکی از دفترخانه‌های تبریز تنظیم و تهیه شده، عزیزخان مکری شش دانگ بوکان و حوِمهٔ آن را به مبلغ ۱۸۵۰ تومان از معروف‌آقا ایلخانی (حسام لشکر) رئیس ایل دهبکری خریداری کرده است.

 در قسمتی از سند فروش و انتقال بوکان به عزیزخان چنین آمده است:
تمامی و همگی ششدانگ قریه بوکان من اعمال مراغه من آذربایجان مشتمله براراضی آبی و دیمی و مزارع و مراتع و کهوف و کهسار و متضمنه بر لواحق و دفایق و انهار و جداول و ضمایم و شواهق به مقرب الخاقان عزیزخان مکری بابامیری آجودان باشی، تمامی و همگی شش دانگ قریه بوکان من توابع مراغه بعینها و اسامیها المشخصه المقرره بثمن معین القدر و الوصف یک هزار و هشتصد و پنجاه تومان رایج دیوان نقد ففی تومان از قرار ده قران بیست هشت نخودی صورت وقوع پذیرفت. ابوالقاسم الحسینی محمد بن محسن، ۱۲۶۶ هجری قمری.

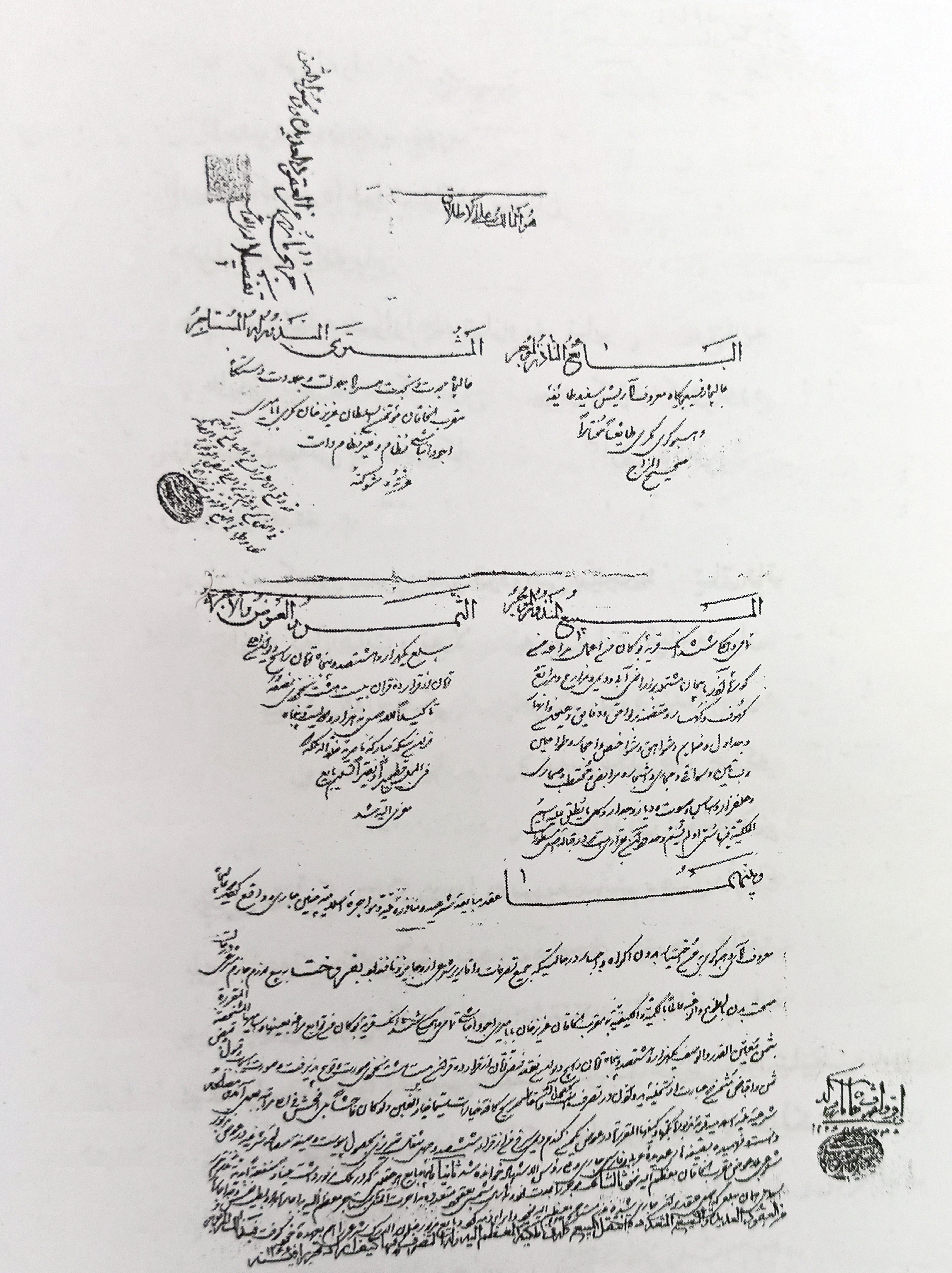
سند انتقال بوکان به عزیزخان مکری بابامیری آجودانباشی، در سال ۱۲۲۸ شمسی به زبان عربی و فارسی. این سند با حضور ریش سفیدان منطقه (بعنوان شاهد) در یکی از دفترخانه‌های تبریز در آن زمان ثبت و تنظیم شده است.

در سال ۱۲۳۶ در جریانِ عزل عزیزخان با دسیسه‌های میرزا آقاخان نوری از مناصب دولتی، او به آذربایجان برگشت و در بوکان اقامت کرده بود.
علی‌خان پسر بزرگ عزیزخان در قشون ایران خدمت می‌کرد و در زمانی که پدرش سمتِ وزیر جنگ را داشت، درجهٔ سرهنگی داشته و روستایی در چند کیلومتری بوکان به نام چاوان، در همان دوره بنا به محبوبیت و احترام علی‌خان به «علی‌آباد» تغییرنام داده شد.
در روایتی از حرکت قشون عراقی از بیجار گروس و مرگ نواب الله حشمت‌الدوله در سال ۱۲۵۹ شمسی به قلعهٔ بوکان و سیف الدین حاکم آن که در آنجا سکونت داشته، اشاره شده است.
میرزا محمد علی محلاتی ملقب به «حاجی سیاح» در کتاب خاطرات و سفرنامهٔ خود (صفحهٔ ۲۵۴) در تیرماه سال ۱۲۶۱ شمسی، بوکان را این چنین توصیف کرده است:
از غار کرفتو و سقز گذشتیم و به هنگام مغرب وارد بوکان شدیم. دهی است که دریاچه بسیار خوبی داشت و آب زلالی از آن جاری بود. تحقیق کردیم گفتند «قریه از مرحوم عزیزخان سردار بوده» که الان ملک پسرش سیف‌الدین خان است.

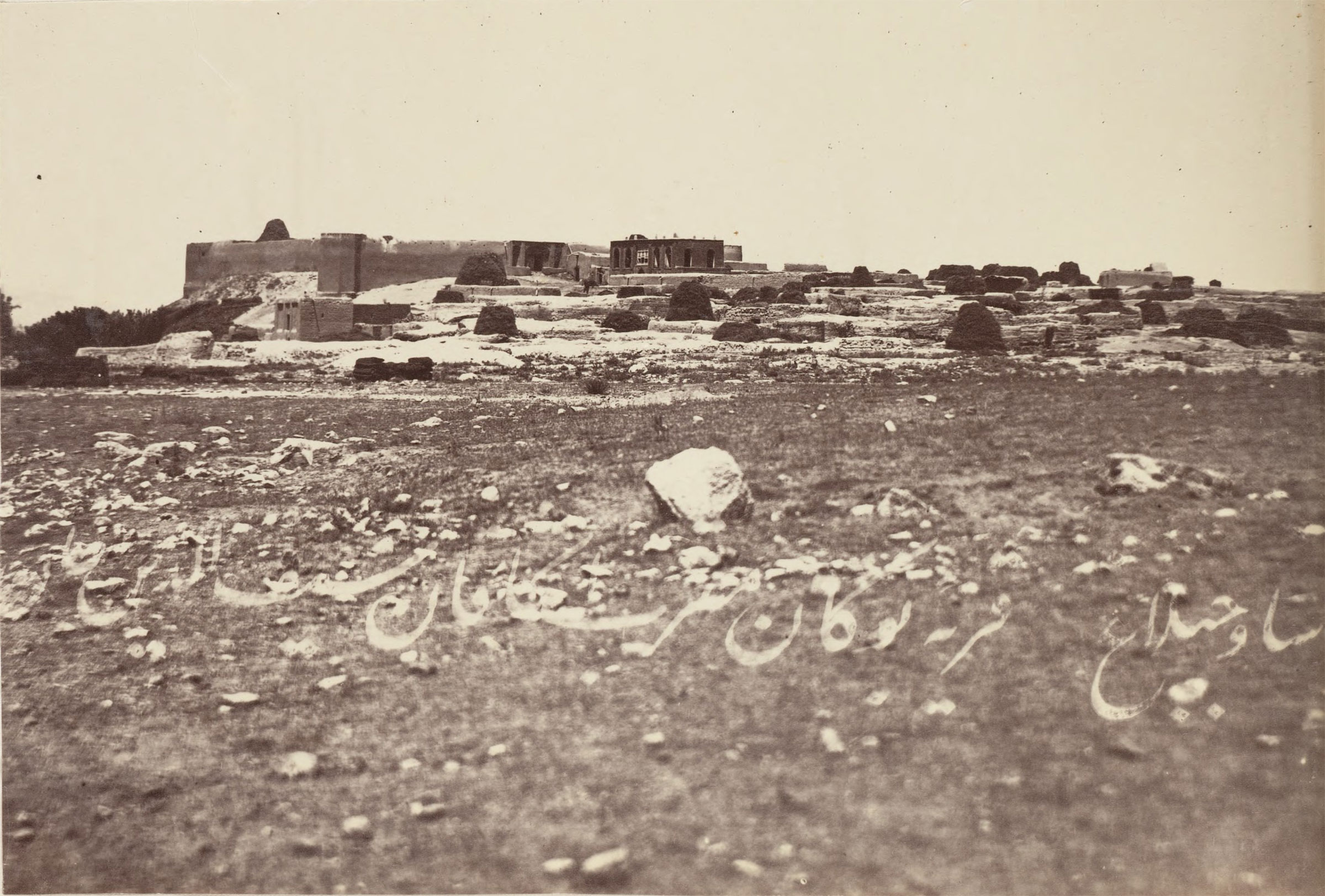
نگارهٔ از بوکان و قلعهٔ عزیزخان سردار در سال ۱۲۶۶ شمسی (۱۳۰۵ هجری قمری). این نگاره در آلبوم علی‌خان والی قرار دارد و در آرشیو کتابخانهٔ دانشگاه هاروارد آمریکا نگهداری می‌شود.

پس از مرگ عزیزخان مکری، سیف‌الدین کوچک‌ترین فرزند او که در آن دوران، کودکی بیش نبود بر جایگاه پدرش نشست و مادرش نیابت او را بر عهده گرفت. ژاک دو مورگان باستان‌شانس و محقق فرانسوی که در سال ۱۲۶۹ شمسی در بخش‌های کُردنشین آذربایجان ایران حضور داشته، در کتاب سفرنامهٔ خود دربارهٔ بوکان نوشته است:
پیش از این گفته‌ام تمامی کُردها عشایر بودند تا کم‌کم با الگوبرداری از ایرانی‌ها و مسیحیان آذربایجان دست به ساخت روستاهایی زدند. بسیار دشوار است برآورد اینکه چه زمانی این دگرگونی آغاز شده یا حتی پیش از گسترش شهریت توسط امیرخان سردار.
سیف‌الدین والی مکری و حاکم آذربایجان در سرزمین‌های موروثی‌اش، روستای سردارآباد را بنا نهاد و اهمیّت بوکان را افزایش داد و کُردها را تشویق به ایجاد دهات در زمین‌هایشان کرد.

ژنرال سیف الدین‌خان حاکم کُردستان مکری در ۲۹ سالگی بود و شاه او را به تازگی به سمتِ مارشال منصوب کرده بود. او از طرف گماشتگان قبلی سردار مورد حمایت قرار گرفت و زمانی که سیف الدین به سن بلوغ عقلی رسید از صد و هشت دِه و قلمرو وسیعی که پدرش در تصاحب داشت تنها دِه بوکان بجا مانده بود، همانجایی که در جریانِ شورش مکری، در برابر شورشیان استقامت کرد.
سلیمان شاکری، مأمور امپراتوری عثمانی در اواخر دوران ناصرالدین شاه به بوکان سفر کرده است. او در سفرنامه‌اش از بوکان به‌عنوان محل اقامت «سردار ایران» (اشاره به عزیزخان سردارکُل) یاد کرده و اهمیت این منطقه را به‌عنوان مرکز این خاندان کُرد مُکری، مورد توجه قرار داده است. در این زمان (سال ۱۲۸۰) جمعیّت بوکان به ۴۰۰ نفر (۶۰ خانوار) افزایش یافته بود.

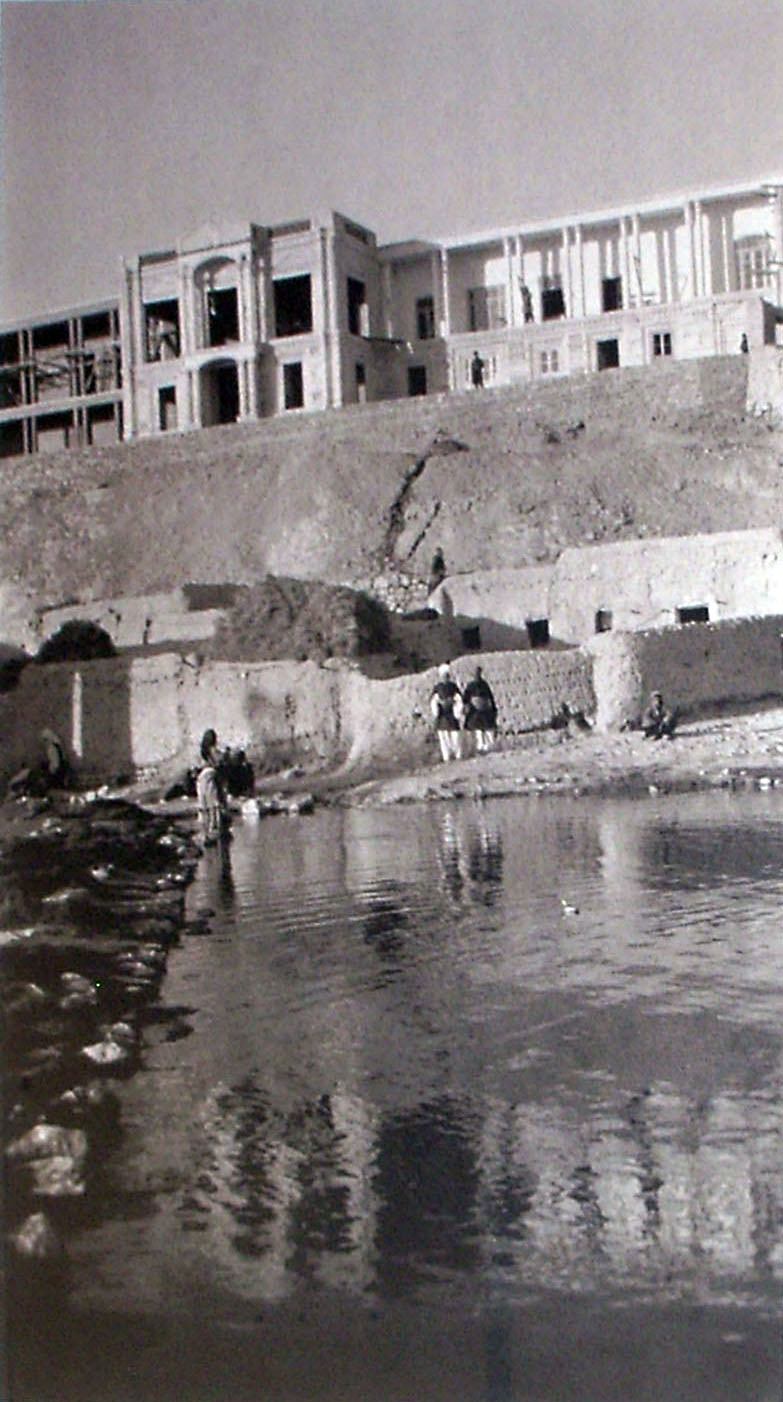
قلعهٔ سردار و چشمهٔ بوکان در سال ۱۹۱۳ میلادی برابر با ۱۲۹۲ خورشیدی، عکاس: الکساندر ایوانوویچ ایاس کنسول روسیه تزاری در ایران

ولادیمیر فیودورویچ مینورسکی در سال ۱۲۸۹ در ارتباط با سفر خود به بوکان نوشته:
در سال ۱۹۱۱ میلادی سردار مکری (محمدحسین خان) اصرار کرد که در ملک او در بوکان توقف کنیم. هر پنج دقیقه گروه‌های سوارکار جدیدی به ما ملحق می‌شدند. سپس پسر سردار با سلام و احوال پرسی آمد و خودش در روستا با ما ملاقات کرد و از میان صفوف پیاده و دهقانان ما را به داخل باغ هدایت کردند. تعدادی چادر کنار استخر زده شد. بلافاصله طولانی‌ترین ناهار شروع شد، سپس چای، سپس دوباره غذا با صدای موسیقی و آواز. البته این فقط برای ما نیست، یک دیگ کامل پلو برای کاروان و خدمتکاران نیز آماده شد.
در جریان حملهٔ دهبکری‌ها به‌آبادی‌های منطقهٔ فیض‌الله‌بیگی، حدودِ هفتصد تا یک هزار نفر از جنگجویان این عشایر مقابل یکدیگر ایستادند. محمدحسین خان خود و بوکان را بی‌طرف اعلام کرد. پس از چند روز با متارکه محمدحسین خان صلح میان عشایر برقرار شد. در سال ۱۲۸۱ خوانین بانه از سردار محمدحسین خان سرپیچی می‌کردند و او ناچار شد لشکری تهیه و آن‌ها مطیع خود کند. سردار بوکان تمامی طوایف و عشایر مکری را به فرمان خود درآورد و امنیت را در منطقه حاصل کرد. در اسناد دورهٔ مشروطه، سقز و بانه از توابع بوکان ذکر شده‌اند و مأموران حکومتی و نظامی در بوکان به حل اختلافات و مشکلات این منطقه و حومهٔ آن می‌پرداختند. محمدحسین خان حدود ۹۰۰۰ نفر رزمندهٔ نسبتاً مسلح از کُردهای مکری را تحت فرمان خود داشت.
حملهٔ قشون عثمانی و اعدام سردار سوم
قبل از وقوع جنگ جهانی اول (۱۲۹۳)، محمدحسین مکری به‌همراه چند نفر دیگر از کُردهای منطقه به اتهام همکاری با اتحاد جماهیر شوروی و نپذیرفتن جهاد عثمانی‌ها، توسط مأمورین دولت عثمانی دستگیر شد.

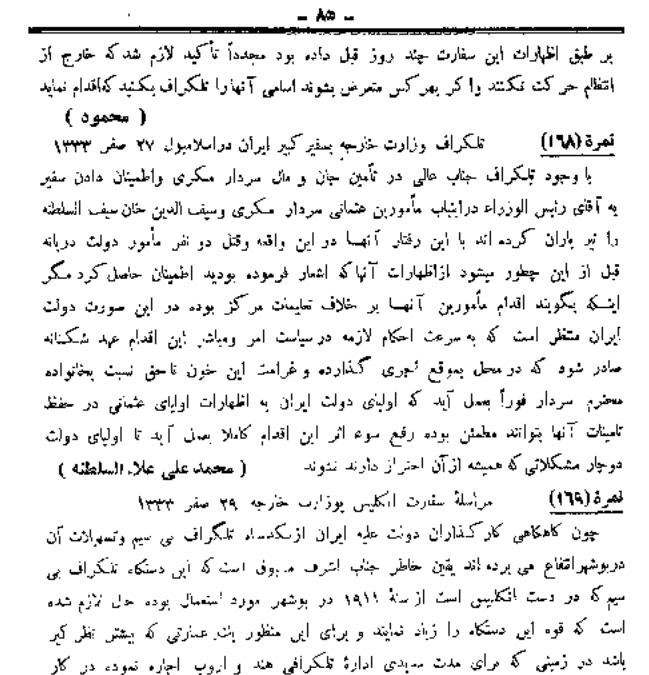
تلگراف وزارت خارجه به سفیر ایران در استانبول در رابطه با اعدام سردار مکری سال ۱۲۹۳

محمدخان بانه از خان‌های معروف بانه، سیف‌الدین خان اردلان حاکم سقز، شیخ باباسعید برزنجی از شیوخ منطقه و شاعر و خوشنویس و فاضل کُرد از افرادی بودند که توسط سپاه عثمانی اعدام شدند. محمدخان در شهر بانه اعدام شد و به‌محض رسیدن به سقز سیف‌الدین خان اردلان دستگیر شد.
تعداد ۱۲ سرباز و مأمور دولت عثمانی محمدحسین‌خان را همراه میرزا محمود افخم و پیکارش با دست و کتف بسته، درحالی‌که سوار بر شتر لخت و بدون جهاز بودند، به طرف شهر مراغه که مقر فرماندهی سپاه عثمانی‌ها بود بردند.
محمدحسین خان و میرزامحمود افخم در مراغه زندانی شدند و سرانجام در سال ۱۲۹۳ هجری شمسی به دستور «ارکان» یکی از فرماندهان حکومت عثمانی، او و سیف‌الدین خان سقز در مقابل صدها سرباز عثمانی در میدان عمومی شهر مراغه تیرباران شدند.
میرزامحمود افخم منشی به وساطت حاجی باپیرآقا آزاد شد و به وسیلهٔ او و معتمدین شهر مراغه با تشریفات لازم و احترام پیکر محمدحسین خان مکری در آرامگاه بوکان دفن شد.
کوه نعل شکن یا نالشکینه سنگر روس‌ها بود. در سال ۱۲۹۵ یک هزار سوار قزاق روس به بوکان حمله‌ور شدند و عثمانی‌ها از منطقه عقب‌نشینی کردند. در سال ۱۳۰۱ شمسی، علی‌خان سردار مکری به همراه عشایر دهبکری بوکان و خالو قربان هرسینی، توسط حکومتِ مرکزی مأموریت یافتند که با اسماعیل سیمیتقو مقابله کنند.

### دورهٔ پهلوی
بوکان در دورهٔ قاجار و پهلوی، جَمعیَت کمتری در مقایسه با مناطق همجوار خودش را داشت. اما به دلیل سکونت روسای قدرتمند و دارای نفوذ در حکومت مرکزی ایران، نسبت به سایر روستاها و حتی شهرها، مورد توجه بیشتری بود. با آغاز حکومت رضا شاه پهلوی، به تدریج در بوکان سازمان‌ها و اداره‌های دولتی مانند پست و تلگراف، دارایی، مدارس دولتی، گمرک و ژاندارمری دایر شدند. گمرک بوکان در سال ۱۳۱۱ شمسی توسط وزارت دارائی وقت منحل شد. علی خان مکری آخرین سردار این شهر به‌دلیل بدهکاری و نداری، بوکان را با روستای سردار آباد معاوضه کرد و به آنجا نقل مکان کرد و با دختری ارمنی ازدواج کرد و از کار دولتی کناره‌گیری کرد. علی‌خان تا سال ۱۳۰۶ شمسی مالک این شهر بود. بعدها علی‌آقا ایلخانی زاده، بوکان را به میرزا آقا پناهی و حبیب پناهی که از تجار تبریز ساکن تهران بودند، فروخت. در سال ۱۳۲۳ شمسی، عبدالله‌آقا ایلخانی‌زاده و قاسم مهتدی دوباره بوکان را از تجار تبریزی خریداری کردند و مالک آن شدند.
در تقسیمات کشوری سال ۱۳۱۶ ایران، بوکان به‌عنوان بخش به مدت ۵۲ سال (تا سال ۱۳۶۸) به شهرستان مهاباد ضمیمه شد و جایگاه سیاسی آن از نظر تقسیمات کشوری کاهش یافت. به گفتهٔ بهمن کریمی تعداد خانوارهای بوکان در تیرماه سال ۱۳۱۵ بالغ بر ۳۰۰ خانواده و دارای ۲ کاروانسرا، مدرسه دولتی و چند مغازه بود و ۵۰ خانوار کلیمی در این شهر زندگی می‌کردند. عمارت قلعهٔ سردار در آن سال نیمه خرابه بوده که از آن به‌عنوان مدرسه و ادارهٔ پست استفاده شده است.بوکان در جنگ جهانی دوم، مرز میان دولت‌های انگلیس و شوروی بود که در آنجا افسران نظامی با یکدیگر گفتگو می‌کردند.
در زمان جمهوری مهاباد در بهمن سال ۱۳۲۴ اکثر رؤسای قبایل در جشن‌های اعلام جمهوری شرکت کرده بودند. با این همه، بسیاری از آن‌ها از درستی این اقدام خاطرجمع نبودند. عده‌ای به این علّت که جمهوری را دولتی دست‌نشانده شوروی می‌دانستند و برخی به این جهت که نمی‌خواستند همهٔ پل‌های پشت‌سر را خراب کنند و راه اتصال با تهران را ببندند. چندی برنیامد که بعضی از سران دهبکری با سرتیپ همایونی فرمانده نیروهای ایران در کُردستان تماس گرفتند. در شهر بوکان پرچم حزبی این جمهوری که در قلعهٔ سردار نصب شده بود، به وسیلهٔ خاندان ایلخانی‌زاده و به ویژه قاسم‌آقا به پایین آورده شد و بعدها در روستای یکشوه نصب شد. دستاورد جمهوری مهاباد در بوکان، راه‌اندازی یک چاپخانه در این شهر و انتشار مجله سیاسی فرهنگی هلاله بود. بنا به گزارش‌های کنسولگری آمریکا در تبریز و وزارت کشور، در سال ۱۳۲۵ شمسی، ارتش شاهنشاهی ایران در بوکان و روستای حمامیان مستقر شد و با حمایت عشایر بوکان (دهبکری و منگور) توانست جمهوری مهاباد را برچیده و تمامیت ارضی ایران را حفظ کند.
محمدرضا خلیلی‌عراقی در سفری ۸۰ روزه به شهرهای آذربایجان شرقی و غربی و برخی از شهرهای استان کُردستان در سال ۱۳۲۷ شمسی دربارهٔ بوکان نوشته:
 بوکان در کُردی به معنی چشمهٔ عروس است. چشمهٔ دیدنی در وسط این قصبه به شکل استخری مکعب مستطیل بوده و اطراف آن عمارت بخشداری و چند عمارت دیگر ساخته شده است که بسیار خوش منظره است. بوکان صاحب چهار هزار نفر جمعیت بوده و تشکیل هزار خانوار را می‌دهد. در این قصبه فقط یک دبستان وجود دارد که دارای ۲۵۰ نفر شاگرد است. غله این قصبه به اندازه‌ای زیاد است که نام انبار غله آذربایجان و کُردستان به آن داده شده است.

مالک بوکان، ایلخانی‌زاده‌ها هستند که این چند نفر قصبهٔ بوکان را چند سال قبل به مبلغ ۶ میلیون ریال خریداری کرده‌اند. اهالی بوکان یا سنی یا یهودی‌اند و کلیهٔ این چهار هزار نفر از دو حمام موجود در قصبه استفاده می‌کنند که یکی مختص مسلمین و دیگری برای یهودیان است.
در سال ۱۳۲۷ شمسی در بوکان شهرداری تأسیس شد. در اسفند سال ۱۳۲۸ و اوایل ۱۳۲۹ جمعیّت یهودی ساکن این شهر از بوکان خارج شده و به تهران رفتند. سپس در تیرماه ۱۳۲۹ به اسرائیل مهاجرت کردند.
ویلیام او داگلاس قاضی و سیاستمدار اهل ایالات متحده آمریکا در بهار سال ۱۳۲۹ شمسی (۱۹۵۰ میلادی) به بوکان سفر کرده و جمعیّت آن را ۸۰۰۰ نفر دانسته که بیشتر مردم آن شهرنشین و از زندگی ایلاتی فاصله گرفته‌اند. داگلاس به فریدریش، دکتر آلمانی‌تبار ساکن بوکان که مشغول به طبابت بوده اشاره کرده است.
جنبش دهقانان بوکان

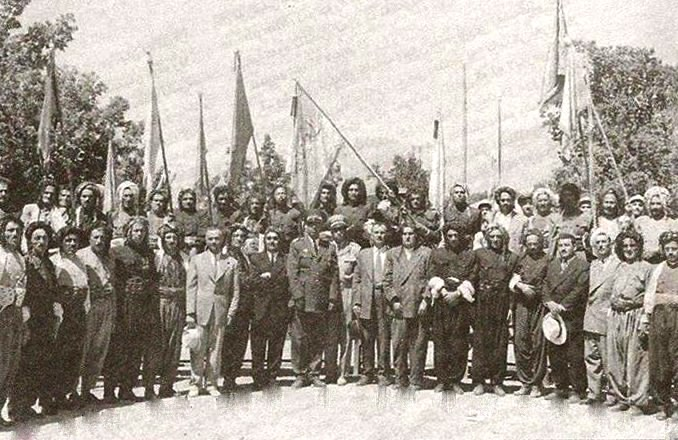
جمعی از اهالی بوکان، تهران سال ۱۳۳۳

در سال ۱۳۳۱ قیام و جنبشی دهقانی علیه خان‌های منطقه در روستاهای کُردنشین جنوب آذربایجان غربی شکل گرفت. در دوران نخست‌وزیری محمد مصدق و گذراندن طرح‌ها و قوانین جدید از جمله قانون مربوط به «سهیم کردن رعایا در درآمدهای حاصله» و حذف عوارض و اختصاص درصدی از سهم مالکان برای فعالیت‌های عمرانی و آبادی روستاها، مردم حامی دولت و برنامه‌ها و قوانین مصوبه بودند و در مقابل مالکین و صاحبان قدرت محلی مخالفت کرده و به عناوین مختلف در صدد کارشکنی برمی‌آمدند. در منطقهٔ بوکان، پنج شخصیت محلی که اسامی آن‌ها عبارت بود از حسین فاتحی بوکانی، قاسم کریمی، عبدالله ایرانی، محمدرئوف، طاها غفوری؛ اقدام به شورش علیهٔ حاکمیت و ظلم و ستم خان‌های منطقه کردند.
اعتراض‌ها در بوکان و روستاهای منطقهٔ فیض الله بیگی، محال آختاچی، رودخانهٔ مجیدخان از سایر بخش‌های کردنشین ایران شدت بیشتری به خود گرفته بود. قاسم کریمی، عبدالله ایرانی با غنیمت شمردن فرصت و موقعیت زمانی، اقدام به تشکیل جلساتی در این شهر کرده و به اقداماتی نظیر ارسال طومار و مخابره تلگراف برای تهران در جهت حمایت از حرکت ملی دست می‌زدند و هم‌زمان با تشکیل نشست‌ها و تجمع‌هایی با حضور افراد مختلف از جمله نمایندگان مردم و کشاورزان برای بیان خواسته‌ها و ارسال نامه و شکایت در جهت احقاق حقوق خود اقدام می‌کردند.
جنبش دهقانان بوکان و منطقه فیض الله بیگی در سال ۱۳۳۲ سرکوب و خاتمه یافت. این جنبش یکی از بزرگ‌ترین قیام‌های دهقانی در دورهٔ پهلوی بود.
حوزهٔ انتخابیه بوکان
از تاریخ ۹ مرداد ۱۳۳۹ شمسی تاکنون یک کرسی نمایندگی به صورت مستقل در ادوار مختلف مجلس شورای ملی و مجلس شورای اسلامی به حوزهٔ انتخابیه بوکان تعلق گرفته است. بوکان در زمانی که تنها یک بخش محسوب می‌شد، شرایط لازم را برای ارتقاء به شهرستان داشت.
سال‌های پایانی حکومتِ پهلوی

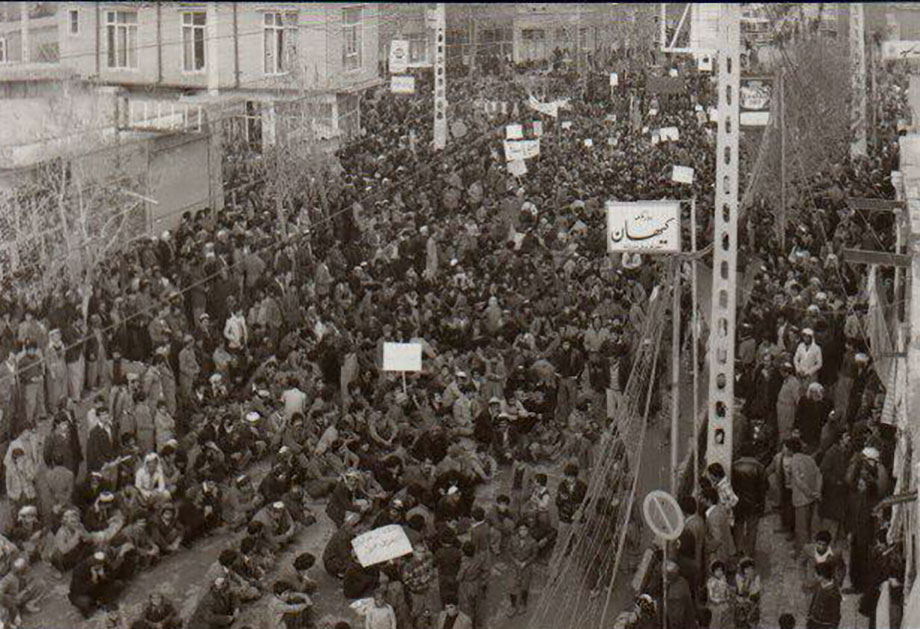
تظاهرات مردم بوکان در بهمن سال ۱۳۵۷

مردم بوکان همانند بسیاری از شهرها و کلان‌شهرهای ایران، تظاهرات و راهپیمایی‌های ترتیب داده و خواهان برکناری حکومت پهلوی بودند. در سال ۱۳۵۴ محمدرضا مهدوی کنی از روحانیون مبارز آن دوره توسط ساواک به شهر بوکان تبعید شد. در جریان ناآرامی‌ها در ایران، در روز هشتم مهر ۱۳۵۷ عده‌ای از مردم و دانش‌آموزان بوکان در دبیرستان کوروش اجتماع کرده و در حالی که به تدریج تعدادشان به سه هزار نفر رسید با شعار «آزادی، آزادی» به تظاهرات پرداختند.تظاهرکنندگان که خواهان آزادی زندانیان سیاسی بوکان و حومه بودند، با مأموران درگیر شدند و رئیس شهربانی دستور تیراندازی به سوی مردم را صادر کرد.
در اثر تیراندازی مأموران دو نفر از جوانان این شهر کشته شدند و پنج نفر نیز مجروح شدند. در نتیجهٔ بحرانی شدن اوضاع بوکان، تقاضای اعزام نیرو از ژاندارمری سقز شد و فرماندهٔ تیپ مهاباد و معاون شهربانی استان آذربایجان غربی برای رسیدگی به وضعیت شهر با بالگرد عازم بوکان شدند. در ۲۲ دی ماه ۱۳۵۷ در بوکان راهپیمایی برگزار شد.

### پس از انقلاب ۱۳۵۷
شهر بوکان بعد از پیروزی انقلاب ۱۳۵۷ به مدتِ ۲ سال به محلی برای جولان گروه‌ها و احزابی مانند کومله و دموکرات، حزب پیکار، مجاهدین خلق، چریک‌های فدایی خلق و سازمان رزم کارگران تبدیل شده بود. براساس گزارش‌ها و اسناد مربوط به آن دوره، مردم بوکان در این ۲ سال، در بدترین شرایط و مشکلات عدیده بودند. گرانی اجناس، عدم اجازه ورود و خروج از شهر، تعطیلی مدارس و ادارات، قطعی تلفن شهری و ناامن شدن کل منطقه از جمله مشکلاتِ مردم این شهر بود. عوامل حزب کومله، امام جمعهٔ بوکان را در شامگاه یکم دی ماه سال ۱۳۶۰ در خانه‌اش کشتند.قبل از تشکیل قرارگاه‌های نظامی، سپاه بوکان از سوی ناحیهٔ استان کُردستان فرماندهی می‌شد. طرح تسلیح سازی عشایر و روستاهای بوکان تا ۱۳۶۲ به صورت گسترده انجام نشد. قدرت و نفوذ احزاب کُردی در روستاها بود به همین سبب، طرح تسلیح سازی گسترده شهرستان بوکان به صورت جدی از سوی سپاه پاسداران پیگیری شد. روستاهای اوینه‌چی، قورمیش، قلندر، برده زرد، ملالر و حصار؛ اولین روستاهایی بودند که پایگاه در آن‌ها احداث و مردم آن مسلح شدند. با شروع مسلح سازی عشایر بوکان، طوایف نیز خواهان مسلح شدن و مقابله با احزاب شدند.
شهر بوکان، به یکباره در ۱۱ مهرماه سال ۱۳۶۰ پس از ۳۲ ماه اشغال و تحت کنترل احزاب و گروه‌های مسلح کُردی توسط یگان‌های سپاه، ارتش و نیروهای مردمی آزاد شد. احزاب مسلح کُرد با شعار خودمختاری برای خلق کُرد، عملیات‌های مسلحانه در شهرهای کُردنشین مانند بوکان انجام می‌دادند که در همین ارتباط در ۲۹ شهریور سال ۱۳۷۵ سیدعلی خامنه‌ای در سفر به استان آذربایجان غربی گفت: «کسانی که این روزها را در ارومیه و مهاباد و بوکان بودند و دیدند که خلق کُرد کیست و کجاست، خلق کُرد جزو ملت ایران است» و به رویدادهای این مناطق در اوایل انقلاب پرداخت.
میزان خسارت و تخریب وارد شده به شهر بوکان در طول جنگ ایران و عراق در میان شهرهای آذربایجان غربی، ۲٫۴۰۹ واحد مسکونی که مجموعاً پنج درصد از کل این استان، اعلام شده است. در دورهٔ جنگ به صورت موقت پایگاه‌های ارتش و سپاه در بوکان مستقر بودند. پس از پایان جنگ و امن شدن این مناطق، تنها پایگاه‌های سپاه پاسداران به صورت دائم مستقر شدند و ارتش از این شهر خارج شد.
بوکان در ۲۶ فروردین ماه سال ۱۳۶۷ سه بار توسط هواپیماهای عراقی بمباران شد که مجموع این حمله‌ها ۱۹ نفر کشته و ۱۶۰ نفر مجروح شدند. تاکنون بیش از ۳۷۸ نفر از مردم این شهر شهید، ۱۳۶ نفر آزاده، ۹ شهید مفقودالاثر، دارای شهدای مدافع حرم و ۴۹۴ نفر جانباز است.
در اسفندماه سال ۱۳۶۸ این شهر در تقسیمات کشوری ایران با جمعیتی بالغ بر ۱۱۷٬۰۰۰ نفر(نتایج سرشماری عمومی نفوس و مسکن ۱۳۶۵) از بخش به شهرستان ارتقاء یافت. در طی ۳۰ سال از یک بخش کُردنشین در جایگاه سومین شهر کردنشین بزرگ ایران (پس از کرمانشاه و سنندج) قرار گرفت و در بسیاری از شاخص‌های اجتماعی، فرهنگی، ورزشی، اقتصادی و سیاسی پیشرفت چشمگیری داشته است.
بوکان از زمانِ سکونتِ عزیزخان سردار به مرور به خاستگاه سیاستمداران، شعرا، نویسندگان و هنرمندان کُرد تبدیل شد و در میان شهرهای کُردنشین ایران، دارای آوازه و مقبولیت اجتماعی و فرهنگی است. موقعیت جغرافیایی این شهر و جذابیت‌های اجتماعی، آن را به کانون جمعیّتی جنوب استان آذربایجان غربی (مکریان) مبدل کرد و در مدت دو دهه، جمعیّت آن ۸ برابر شد. وجود منابع آبی و خاکی و دسترسی آسان سایر شهرها به آن، از ظرفیت‌های مهّم بوکان به‌شمار می‌رود. طی سال‌های ۱۳۶۹ و ۱۳۷۳ و ۱۳۸۷ تشکیل استان کُردستان شمالی به مرکزیت بوکان در مجلس شورای اسلامی و خبرگزاری‌های ایران مطرح شده است.

## وضعیت طبیعی

### جغرافیا
بوکان در °۳۶ درجه وَ ۳۱ دقیقه عرض شمالی و °۴۶ درجه وَ ۱۲ دقیقه طول شرقی نسبت به نصف النهار گرینویچ و در میان دو کوه نعل‌شکن (نالشکینه) و کوه سیاه (برده‌رش) قرار گرفته است. وسعت محدوده شهری آن به صورت طولی ۱۲ کیلومتر است.ارتفاع بوکان از سطح دریای آزاد ۱٬۳۷۰ متر است.مسافت جاده‌ای بین این شهر تا ارومیه ۱۸۴ کیلومتر، تا تبریز ۲۰۴ کیلومتر، تا سردشت ۱۴۰ کیلومتر (از مسیر خلیفان-ربط) و تا بانه کمتر از ۹۰ کیلومتر است. شهر بوکان یکی از مسطح‌ترین شهرهای ایران است و همچنین بیشتر اراضی آن را دشت‌های هموار تشکیل می‌دهد.

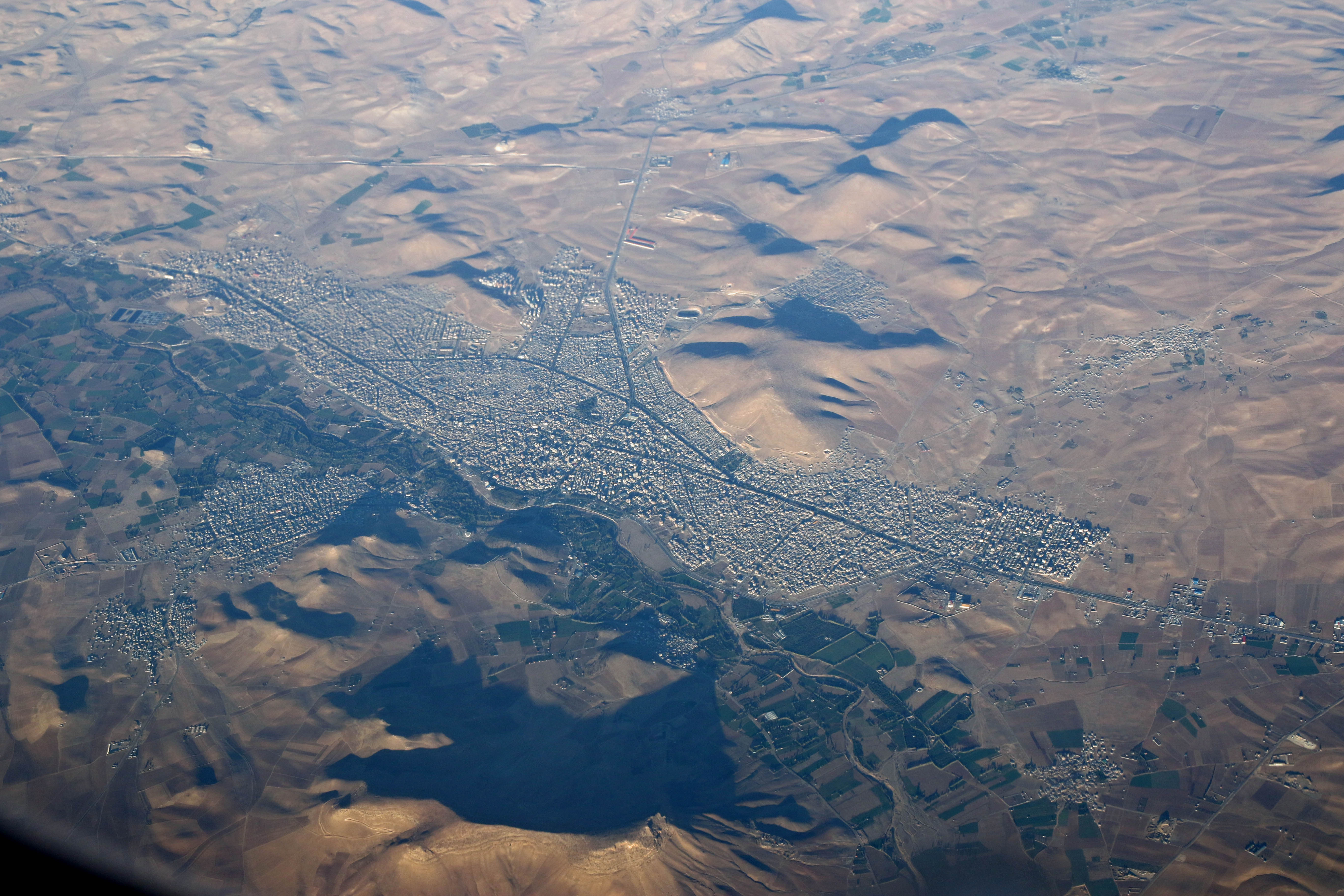
تصویر هوایی شهر بوکان. ۲۰۱۵

موقعیت ممتاز جغرافیایی و امنیت نسبی جاده‌ها، بوکان را به‌عنوان مرکز منطقهٔ جنوب و جنوب غربی دریاچهٔ ارومیه تبدیل کرده است. این شهر با قرارگیری بر سر راه‌های ارتباطیِ سه استان آذربایجان غربی، آذربایجان شرقی، و کردستان از موقعیت جغرافیایی و ترافیک ویژه‌ای برخوردار است. بوکان از غرب به مهاباد، و از جنوب به سقز محدود است و در دشت‌های استپی و هموار قرارگرفته و میان کوه‌های نالشکینه و برده‌زرد واقع شده است.

### آب و هوا
آب و هوای بوکان استپی خشک با تابستان‌های گرم و زمستان‌های سرد است. این شهر در زمستان سرد و پرف و روزهای زمستانی آن طولانی بوده که معمولاً تا اواخر اسفندماه ادامه دارد. حداکثر مطلق دمای بوکان ۴۲ درجه سانتی گراد بالای صفر و حداقل مطلق دمای هوا ۲۷ درجه سانتی گراد زیر صفر است. مدت روزهای یخبندان از ۸۵ تا ۱۰۰ روز و میزان بارندگی در سال‌های مختلف میان ۳۵۰ تا ۴۱۷ میلی‌متر متغیر بوده، که متوسط آن ۴۲۸ میلی‌متر برآورد شده است.
|                  | ژانویه | فوریه | مارس | آوریل | مه | ژوئن | ژوئیه | اوت | سپتامبر | اکتبر | نوامبر | دسامبر |   |      |
| دمای بیشینه (°C) | ۳      | ۶     | ۱۳   | ۱۸    | ۲۴ | ۳۰   | ۳۴    | ۳۴  | ۲۹      | ۲۰    | ۱۱     | ۸      | Ø | ۱۹٫۲ |
| دمای کمینه (°C)  | -۵     | -۶    | ۲    | ۶     | ۸  | ۱۳   | ۱۷    | ۱۷  | ۱۲      | ۵     | -۱     | -۲     | Ø | ۵٫۵  |
|                  |        |       |      |       |    |      |       |     |         |       |        |        |   |      |
| بارش (mm)        | ۴۶     | ۱۰    | ۵۷   | ۲۱    | ۱۹ | ۵    | ۴     | ۱۵  | ۰       | ۷۸    | ۷۶     | ۶۸     | Σ | ۳۹۹  |
|                  |        |       |      |       |    |      |       |     |         |       |        |        |   |      |
| روزهای بارانی    | ۶      | ۵     | ۱۱   | ۹     | ۶  | ۲    | ۳     | ۲   | ۰       | ۸     | ۱۰     | ۹      | Σ | ۷۱   |

| -۵ |

| -۶ |

| ۲ |

| ۶ |

| ۸ |

| ۱۳ |

| ۱۷ |

| ۱۷ |

| ۱۲ |

| ۵ |

| -۱ |

| -۲ |

| -۵ |

| -۶ |

| ۲ |

| ۶ |

| ۸ |

| ۱۳ |

| ۱۷ |

| ۱۷ |

| ۱۲ |

| ۵ |

| -۱ |

| -۲ |

| بارش | ۴۶     | ۱۰    | ۵۷   | ۲۱    | ۱۹ | ۵    | ۴     | ۱۵  | ۰       | ۷۸    | ۷۶     | ۶۸     |
|      | ژانویه | فوریه | مارس | آوریل | مه | ژوئن | ژوئیه | اوت | سپتامبر | اکتبر | نوامبر | دسامبر |

### باغ‌ها
باغ‌های آلبالوی امیرآباد با قدمت بیش از هشتاد سال هر ساله تولیدکننده چندین تن انواع میوه و انواع سبزی است. این باغ‌های سرسبز از نامدارترین باغ‌های بوکان و حومه به‌شمار می‌آیند. در گذشته حدود ۳۲ باغ سرسبز که به‌دلیل وفور آب، در شهر وجود داشته است. اسامی برخی از باغ‌های قدیمی بوکان بدین شرح است: باغ قاضی، باغ قاسم آقا، باغ‌های صلاح مهتدی، باغ میره‌بیگ، باغ ملاعلی، باغ سردار، باغ عبدالرحمن، باغ حاجی حریری، باغ‌های امیرآباد، باغ حاجی ابراهیم محمدیان، باغ حسن سام بیگی، باغ احمد کرمانج، باغ حاجی علی، باغ مام نصراله و باغ شیخ قادر. در میان آن‌ها اکنون تنها باغ‌های امیرآباد، باغ قاضی و باغ‌های کوسه (کوسته) به صورت سالم و نیمه سالم به‌جا مانده‌اند.

### سیمینه‌رود (تاتاهو)
رودخانه سیمینه‌رود در زبان کردی تَتَهو خوانده می‌شود که واژهٔ زرتشتی یا اوستایی است. این رودخانه از ارتفاعات مناطق منگور و دهستان ترجان سرچشمه می‌گیرد. پس از آبیاری این دهستان وارد بوکان می‌شود و از غرب این شهر عبور می‌کند و به دریاچه ارومیه می‌ریزد. حواشی این رودخانه به ویژه دره‌ها و دشت‌های آن بسیار زیبا و دیدنی است.

### کوه‌های شهر
بوکان در میان چند کوه از شرق و غرب احاطه شده است. کوه نعل‌شکن (نالشکینه) در شرق شهر کوه بَردِ زرد و کوه سیاه (برده‌رش) در غرب شهر قرار گرفته‌اند. آرامگاه هنرمند سرشناس کُرد حسن زیرک و پارکی به همین نام در دامنهٔ این کوه قرار گرفته است. کوه سیاه نیز در غرب شهر واقع شده و به یک پارک جنگلی و تفرجگاه تبدیل شده است.

## مردم

### زبان، قومیت و مذهب
زبان مردم این شهر کردی سورانی یا کردی مرکزی است. سورانی خود به چندین لهجه تقسیم می‌شود. لهجهٔ رایج در سنندج لهجهٔ اردلانی است و لهجهٔ مردم بوکان نیز مکریانی نام دارد. مکریانی لهجه‌ای روان، خالص و فصیح است و از حیث شکل و تعداد کلمات بسیار غنی است. به باور محمدامین شیخ‌الاسلامی مکری در زبان کُردی سورانی، لهجهٔ بوکانی برای نوشتن زبان کردی مطلوب‌تر است.
ساکنان بوکان عمدتاً سنی و شافعی مذهب هستند. در سال ۱۳۹۲ مسلمانان از جمعیّت این شهرستان ۹۳ درصد و در نقاط شهری ۹۲ درصد و در نقاط روستایی ۹۷ درصد را تشکیل می‌داده‌اند. بهائیان و شیعیان در سطح شهر ساکن هستند. از دوره پهلوی دوم شیعیان در این شهر ساکن شدند. از دورهٔ قاجار و پهلوی، یهودیان در بوکان و حومهٔ آن سکونت داشته‌اند. در میان مسلمانان بوکان، خانواده‌هایی هستند که سابقاً یهودی بوده و طی دهه‌های ۱۳۲۰ تا ۱۳۳۰ خورشیدی مسلمان شده‌اند که مردم منطقه به آن‌ها در اصطلاح، جدید الاسلام یا نومسلمان می‌گویند.

### جمعیّت

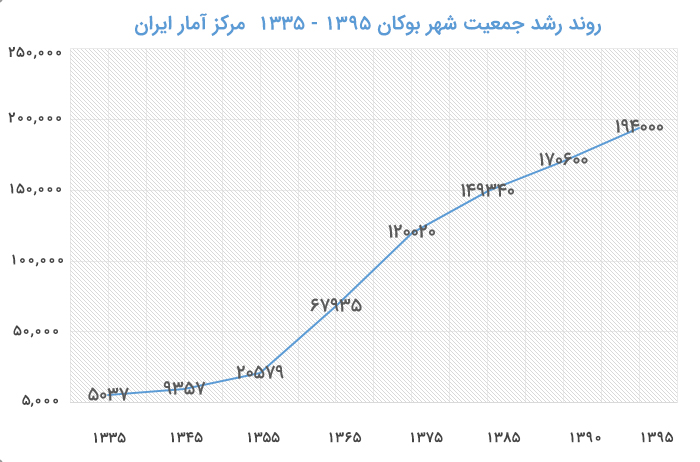
تغییرات جمعیت بوکان (۱۳۹۵–۱۳۳۵)

در دوران سلطنت ناصرالدّین شاه، بوکان تحت تملک عزیزخان مکری جمعیّت آن تنها ۶۰ نفر حدود ۱۲ خانوار با خانه‌های گلی بوده است.دیوید یروشالمی در کتاب یهودیان ایران در قرن نوزدهم، جمعیّت بوکان با احتساب خانوارهای یهودی آن در زمان سردار سوم در سال ۱۲۸۰ خورشیدی ۴۰۰ نفر (۶۰ خانوار) یاد کرده است.
| سال                                      | جمعیت  | نرخ رشد | حکومت               |
| ---------------------------------------- | ------ | ------- | ------------------- |
| ؟                                        | ۶۰     |         | ناصرالدین شاه قاجار |
| ۱۲۸۰                                     | ۴۰۰    |         | مظفرالدین شاه قاجار |
| ۱۳۱۶                                     | ۲۰۰۰   | ۴٫۵۷    | پهلوی اول           |
| ۱۳۲۷                                     | ۴۰۰۰   |         | پهلوی دوم           |
| ۱۳۳۵                                     | ۵۰۳۷   |         | پهلوی دوم           |
| ۱۳۴۵                                     | ۹۰۵۷   |         | پهلوی دوم           |
| ۱۳۵۵                                     | ۲۰۵۷۹  |         | پهلوی دوم           |
| ۱۳۶۵                                     | ۶۷۹۳۵  | ۴۱٫۸۵   | جمهوری اسلامی       |
| ۱۳۷۵                                     | ۱۲۰۰۲۰ |         | جمهوری اسلامی       |
| ۱۳۸۵                                     | ۱۴۹۳۴۰ |         | جمهوری اسلامی       |
| ۱۳۹۰                                     | ۱۷۰۶۰۰ |         | جمهوری اسلامی       |
| ۱۳۹۵                                     | ۱۹۳۵۰۱ | ۱۳٫۴۲   | جمهوری اسلامی       |
| منابع:افخمی- یروشالمی - درگاه آمار ایران |        |         |                     |

بیشترین افزایش نسبی جمعیّت شهر بوکان در فاصلهٔ سال‌های ۱۳۵۵ تا ۱۳۶۵ بوده است که طی آن جمعیّت شهری از ۱۳ درصد به ۲۳ درصد رشد داشته است و از جمعیّت ۲۰٬۵۷۹ نفر در سال ۱۳۵۵ به ۶۷٬۹۳۸ نفر در سال ۱۳۶۵ رسیده است. مهم‌ترین دلیل رشد جمعیّت این شهر، موج شدیدی از مهاجرت مردم روستاها به آن در دههٔ ۶۰ و جنگ ایران و عراق بوده است. در سرشماری سال ۱۳۹۵، جمعیّت شهر بوکان ۱۹۳٬۵۰۱ نفر اعلام شد، که از این تعداد ۹۷٬۶۵۹ نفر مرد و ۹۵٬۸۴۲ نفر زن و این تعداد در قالب ۵۶٬۹۴۴ خانوار بود. شهر بوکان با اختلاف کم با جمعیّت شهر خوی، سومین شهر پرجمعیّت آذربایجان غربی و سومین شهر بزرگ کردنشین ایران به‌شمار می‌آید.
جمعیّت شهر بوکان در شش ماه دوم هر سال بیش از ۱۷٬۰۰۰ نفر به آن اضافه می‌شود که ناشی از مهاجرت فصلی مردم روستاها در فصل‌های پاییز و زمستان به شهر است.
| مردان  | سن    | زنان   |
| ------ | ----- | ------ |
| ۴٬۵۷۵  | ۶۵+   | ۵٬۲۶۵  |
| ۲٬۶۶۸  | ۶۰–۶۴ | ۲٬۵۷۹  |
| ۳٬۹۱۲  | ۵۵–۵۹ | ۳٬۸۱۶  |
| ۴٬۶۰۴  | ۵۰–۵۴ | ۴٬۷۲۸  |
| ۶٬۲۰۹  | ۴۵–۴۹ | ۵٬۸۶۹  |
| ۶٬۲۹۸  | ۴۰–۴۴ | ۶٬۳۰۳  |
| ۹٬۳۶۲  | ۳۵–۳۹ | ۸٬۵۵۵  |
| ۹٬۸۶۵  | ۳۰–۳۴ | ۹٬۵۷۴  |
| ۱۱٬۲۱۷ | ۲۵–۲۹ | ۱۱٬۰۵۶ |
| ۸٬۶۶۹  | ۲۰–۲۴ | ۹٬۰۸۰  |
| ۶٬۷۵۶  | ۱۵–۱۹ | ۶٬۶۷۷  |
| ۷٬۰۷۸  | ۱۰–۱۴ | ۶٬۹۵۰  |
| ۷٬۶۴۱  | ۵–۹   | ۷٬۲۷۸  |
| ۸٬۸۰۵  | ۰–۴   | ۸٬۱۱۲  |

## فرهنگ

### آداب و رسوم
مراسم و آیین‌هایی که در میان مردم کرد مرسوم است در برگیرنده اعیاد مذهبی، قومی و باستانی است که ریشه در باورهای کهن این مردم دارد و اغلب تاریخی، پاره‌ای و اسطوره‌ای است. آداب و رسوم کردها کاملاً مانند دیگر اقوام ایرانی برگزار می‌گردد. از آداب و فرهنگ منطقهٔ بوکان می‌توان به حنابندان، چهارشنبه سوری، نوروز، رقص کردی و موسیقی کردی اشاره کرد. موسیقی کردی با موسیقی‌های باستانی ایران نسبتی تمام و کمال دارد.
در میان انواع بی‌نظیر موسیقی کردی، هوره، شمشال (نوعی ساز بادی)، دف از قدمت بالای برخورد دارند و قدمت برخی از آن‌ها به بیش از هزار سال و حتی به پیش از ظهور اسلام در ایران می‌رسد و در حال حاضر در بسیاری از مراسم مولودی‌خوانی و آهنگ‌های کردی در موسیقی اقوام خاورمیانه شنیده می‌شود و این به علّت اثرگذاری و غنی بودن این نوع موسیقی در کنار موسیقی همسایگان خود است.
پوشش
پوشاک مردان و زنان کُرد شامل تن‌پوش، سرپوش و پای‌افزار است. ساخت و کاربرد هریک از این اجزاء به نوع فصل، نوع منطقه، نوع کار و معیشت و مراسم و جشن‌ها بستگی و با یکدیگر تفاوت دارند. لباس زنان و مردان اهالی کرد زبان جنوب آذربایجان غربی همان لباس عمومی اهالی کردستان است که جزو یکی از زیباترین و متین‌ترین نمونه لباس‌های بومی در میان کُردها به‌شمار می‌رود. جزئیات لباس کردی با توجه به شرایط مختلف جغرافیایی و آب و هوایی تفاوت‌هایی در بین دیگر نقاط کردستان ایران دارد، اجزای یک لباس کردی مردانه منطقه بوکان چنین است:
«که‌وا پانتۆڵ» نوعی زیبا از شلوار کردی مردانه که در لهجه بوکانی آن را پاتول تلفظ می‌کنند نقش کت و شلوار را دارد ولی دوخت و فرم آن‌ها با کت و شلوار تفاوت کلی دارد. «که‌وا» به‌صورت یک ژاکت نظامی دوخته می‌شود، با این تفاوت جیب‌های آن روی سینه دوخته می‌شود و تنه و آستین‌های که‌وا چاک دارد. این نوع لباس مردانه را بیشتر در فصل زمستان می‌پوشند که کردهای این منطقه به آن «مرادخانی» می‌گویند.
لباس زنان از قسمت سرپوش آن، می‌توان به دستمال یا روسری اشاره کرد. این دستمال، پارچه‌ای است بسیار نازک و سه‌گوش که تارهایی در اطراف آن ایجاد می‌کنند و به‌دین وسیله بر زیبایی آن می‌افزایند، اغلب پولک‌هایی نیز با آن تارها می‌دوزند تا زیبایی آن چند برابر شود. هر چند در مراسم عروسی اکثراً روسری در اولیت قرار نمی‌گیرد و الزامی نیست. شال نوعی پارچه است که بر روی لباس در ناحیهٔ کمر در رنگ و ابعاد مختلف بسته می‌شود. امروزه نمونهٔ لباس زنانه، بیش از یک میلیون تومان قیمت دارد، ولی با این وجود یکی از محصولات پرفروش در میان کردها به‌شمار می‌رود چراکه بیشتر زنان کُرد به این نوع لباس‌ها علاقه خاصی دارند.
رقص
رقص کردی بخشی از آیین‌های نمایشی کُردها است که به‌صورت گروهی و به شکل حلقه‌ای ناکامل مرکب از رقصندگان زن و مرد درحالی‌که پنجه دست‌هایشان به هم گره خورده است و از چپ به راست در حرکت هستند اجرا می‌شود. در رقص کردی معمولاً یک نفر که حرکات رقص را بهتر از دیگران می‌شناسد نقش رهبری گروه رقصندگان را به عهده می‌گیرد و در ابتدای صف رقصندگان می‌ایستد و با تکان دادن دستمالی که در دست راست دارد ریتم‌ها را به گروه منتقل می‌کند و در ایجاد هماهنگی لازم آنان را یاری می‌دهد. رهبر گروه رقصنده که «سرچوپی» نامیده می‌شود با تکان دادن ماهرانه دستمال و ایجاد صدا بر هیجان رقصندگان می‌افزاید، در این هنگام دیگر افراد بدون دستمال به ردیف در کنار سرچوپی به گونه‌ای قرار می‌گیرند که هر یکی با دست چپ، دست راست نفر بعد را می‌گیرد؛ اصطلاحاً این حالت را «گاوانی» می‌گویند و نفر آخر هم با در دست داشتن دستمال به گروه نظم خاصی می‌بخشد. دستمال داشتن رهبر و نفر آخر نشان‌دهندهٔ برابری بوده و دست همدیگر را گرفتن هم نشانهٔ اتحاد گروه است.
رقص مردم بوکان از آرامش و از یک پارچگی خاصی برخوردار و به سبک آرام و ملایمی اجرا می‌شود. همچنین سبکی به‌نام سپیی وجود دارد که رقص نسبتاً تندی است و منشأ آن منطقهٔ فیض‌الله‌بیگی بوکان است. در رقص‌های کردی تمامی رقصندگان به سرگروه چشم دوخته و با ایجاد هماهنگی خاصی وحدت یک قوم ریشه‌دار را به تصویر می‌کشند.
بازی‌های محلی
در کنار آداب و رسوم کُردها و به‌خصوص منطقهٔ بوکان سرگرمی و بازی‌های گوناگونی وجود دارد که به بازی دامه (یک نوع شطرنج ابداعی اما کاملاً متفاوت با بازی فکری شطرنج کنونی؛ برگرفته از «دامیهٔ» فرانسوی: damier)، بازی جورابن (جوراب‌بازی)، بازی بوکه بارانه، میشین (تیله‌بازی) و بازی خوزین (چوگان‌بازی) اشاره کرد. جورابن یا در اصطلاح فارسی جوراب‌بازی، نوعی بازی گروهی است که در آن، ۱۰ عدد جوراب مردانهٔ بزرگ از جنس پشم را به‌صورت دهانه‌باز در دو ردیف پنج‌تایی می‌چینند و یک تیله به نام «مازو» را در کنار آن‌ها می‌گذارند و بازیکنان در دو گروه، طرفین جوراب‌ها می‌نشینند. این بازی هم‌اکنون رایج‌ترین بازی و سرگرمی جوانان و نوجوانان کُرد است که به‌طور عمده در شب‌های طولانی و سرد زمستان یا در ماه رمضان اجرا می‌شود. هرساله مسابقات بزرگ جورابین (جورابن) با شرکت تیم‌های از سایر شهرستان‌های مناطق کردنشین ایران در شهر بوکان برگزار می‌شود.
سینما

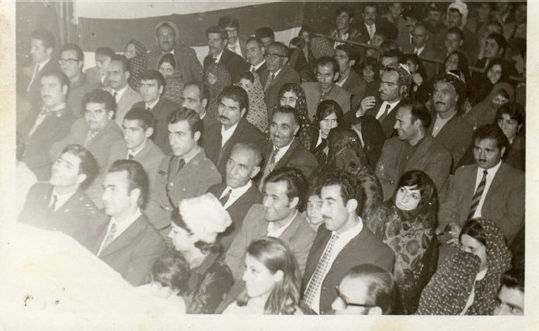
حضور مردم در سینما سعدی در دههٔ ۴۰ خورشیدی

تاریخ تأسیس نخستین سینمای بوکان مربوط به دورهٔ پهلوی دوم است. در سال‌های ۱۳۴۲–۱۳۴۳ خورشیدی، این سینما مقابل ساختمان ادارهٔ دخانیات شهر قرار داشت و مالک آن یکی از آذری‌های منطقه بود. بعدها سینما سعدی در سال ۱۳۵۶ به دلیل اتصال برق در آتش سوخت و با آغاز انقلاب اسلامی بخشی از ساختمان آن تخریب گردید. بعد از سینما سعدی در دههٔ هفتاد سینما وحدت با ظرفیت ۴۸۳ نفر ساخته شد. این سینما از معدود مرکزهای فرهنگی و تفریحی بوکان بوده که از تعطیلی آن بیش از ۱۵ سال می‌گذرد.
شهر بوکان به‌عنوان یک شهر با کاربری فرهنگی همواره در هنر و هنرپروری و در عرصهٔ هنر نمایش در سطح استان آذربایجان غربی پیشتاز بوده است، اما به‌دلیل نبود امکانات لازم در آن، وضعیت فرهنگی و هنری این شهر را با چالش مواجه کرده است.
سینما وحدت به‌دلیل بی‌توجهی و اختلافات موجود میان شهرداری و پیمان‌کار، تعطیل و به حال خود رها شده است.
نماینده مردم این شهر در سال ۱۳۹۱ عدم همکاری مسئولان بوکان را مشکل اصلی تعطیلی سینما وحدت اعلام کرد.

### مشاهیر
بوکان دارای پیشینه غنی فرهنگی، تاریخی، سیاسی و معنوی است به‌طوری‌که در طول یکصد سال اخیر به‌عنوان مرکز فرهنگ و ادب و هنر کُردی شناخته و به شیرازِ کردستان معروف شده است.

## مکان‌های تفریحی و گردشگری
بوستان ساحلی بوکان
یکی از بزرگ‌ترین پارک‌های واقع در استان آذربایجان غربی است و در قسمت غربی بوکان قرار گرفته است و به سه بخش تقسیم شده است که عبارتند از: بخش مجتمع تفریحی برده‌رش، نام کوهی در نزدیکی این پارک و در بخش شمالی پارک نیز باغ‌های امیرآباد قرارگرفته‌اند باغ‌های معروف آلبالوی امیرآباد هر ساله پذیرای مسافران زیادی است. همچنین از حاشیه این پارک رود سیمینه رود عبور می‌کند. شمال پارک دارای امکاناتی مانند: زمین بسکتبال، شهربازی، زمین اختصاصی فوتسال، امکانات ورزشی، مسیرهای جهت‌دار دوچرخه سواری است.
بخش جنوبی پارک به پیست اسکی، بوفه، امکانات تفریحی، سینماچندبعدی، شهربازی و نمایشگاه‌های صنایع دستی اختصاص دارد. بوستان ساحلی با مساحت ۱۲٬۹۸۳ متر، بزرگ‌ترین پارک این شهر است.
پارک جنگلی کیوه ره‌ش
پارک جنگلی برده‌رش یکی از مراکز تفریحی و گردشگری شهر بوکان است که در غرب شهر در نزدیکی باغ‌های امیرآباد و در شرق رودخانه سیمینه رود واقع شده است. در مجتمع گردشگری کوه سیاه با کاشت بیش از ۱۰۰۰ اصله نهال سرو نقره‌ای و خمره‌ای، فاز اول آن در سال ۱۳۸۴ به پایان رسید. این پارک از نظر توپوگرافی بر شهر کاملاً مسلط است.
تفرجگاه بوکان بزرگ‌ترین تفرجگاه و پارک جنگلی استان آذربایجان غربی به‌شمار می‌آید. احداث مراکز مختلف فرهنگی، ورزشی و تفریحی با هدف تکمیل این پارک جنگلی یکی از اولویت‌های مهم صنعت گردشگری شهرداری این شهر است. کوه سیاه به‌عنوان بزرگ‌ترین جاذبهٔ طبیعی این شهر به‌شمار می‌رود که پتانسیل تبدیل شدن به دهکده‌ای توریستی را دارد.

### بناها
بیشتر بناهای تاریخی بوکان طول قدمت آن‌ها محدود به دورهٔ قاجار است که عبارتند از آرامگاه حمامیان ،آرامگاه سرداران مکری، قلعه سردار، مسجد محمدحسین خان (بازار)، آرامگاه شیخ احمد مکریانی، مسجد حمامیان و مسجد جامع.بوکان با داشتن ۹۴ اثر تاریخی ثبت شده در فهرست آثار ملی، یکی از شهرهای تاریخی ایران به‌شمار می‌آید.
آرامگاه سرداران

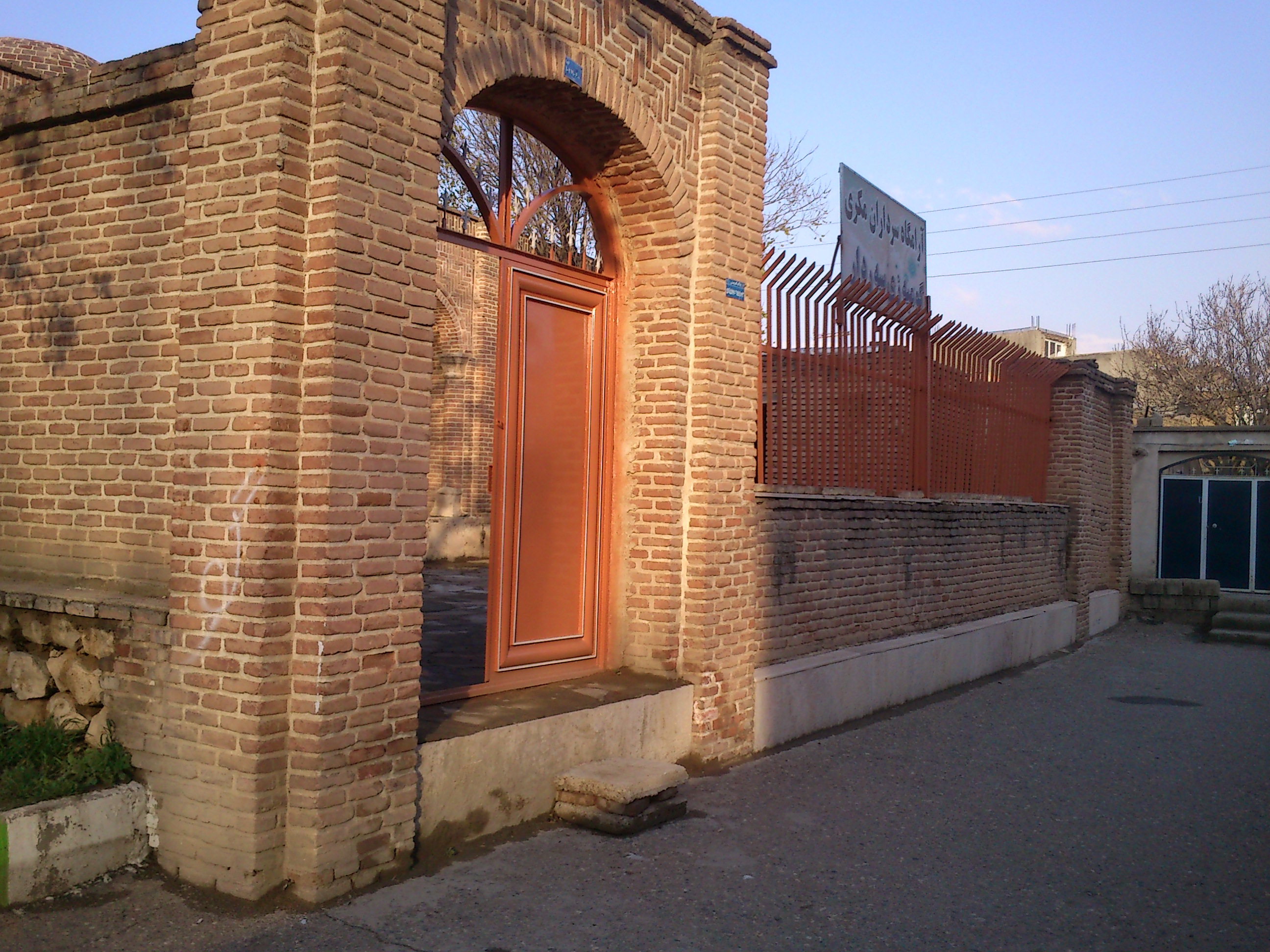
ورودی بنای قاجاری آرامگاه سرداران مکری واقع در پارک ملّت

آرامگاه تاریخی سرداران مکری با معماری سنتی بنا شده است و با توجه به سبک معماری و زندگی‌نامه محمدحسین خان مکری مربوط به دورهٔ قاجار بوده و شامل یک حیاط کوچک در ضلع جنوبی است. این بنا محل دفن خانوادهٔ عزیز خان مکری داماد میرزا محمد تقی‌خان فراهانی معروف به امیرکبیر است. این بنا به عنوان یکی از مکان‌های تاریخی و گردشگری مهّم بوکان به‌شمار می‌رود که در پارک عمومی ملّت این شهر قرار گرفته است.
آرامگاه حسن زیرک
آرامگاه حسن زیرک در فضای بیش از ۱۰۰۰ مترمربّع احداث شده که دارای فضای سبز و گل‌کاری و نورپردازی است. مجتمع در دامنه کوه نالشکینه ساخته شده است و آرامگاه هنرمندان برجستهٔ کُرد حسن زیرک، قادر عبدالله‌زاده در این مجتمع قرارگرفته‌اند و هر ساله پذیرای صدها نفر از دوستداران هنر و موسیقی کردی از مناطق مختلف کُردنشین ایران و خصوصاً اقلیم کُردستان عراق است.

### مساجد
معماری نخستین مسجد بوکان (مسجد جامع کنونی) به دورهٔ قاجار برمی‌گردد و «ملاسلام شیخ‌الاسلامی» اولین امام جمعه شهر در دوران عزیزخان مکری بود. این بنا امروزه به‌عنوان مسجدجامع شهر کاربرد دارد.

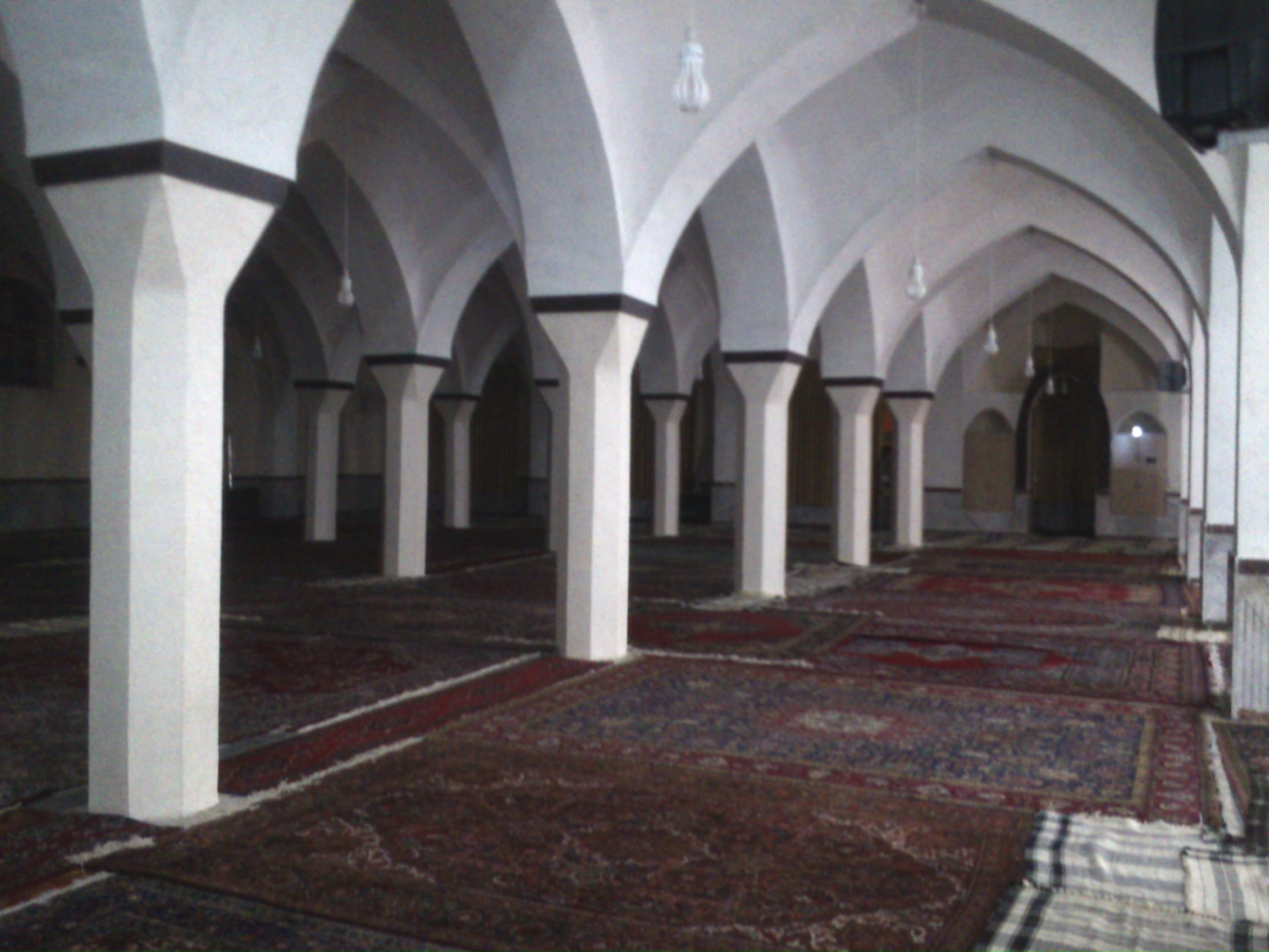
نمایی از مسجدجامع

مسجد بازار در میدان اسکندری خیابان انقلاب بوکان واقع شده است. این مسجد در سال ۱۲۶۲ شمسی ساخته گردیده است و به‌نام سردار محمدحسین‌خان مکری نامگذاری شد. مسجد بازار یکی از بناهای قدیمی و قاجاری شهر است که قدمتی بیش از ۱۵۰ سال دارد.
این شهر دارای بیش از ۶۵ مسجد است که از مساجد مهم آن می‌توان به اسامی زیر اشاره کرد:
- مسجد صلاح‌الدین ایوبی
- مسجد ایلخانی‌زاده
- مسجد محمدحسین خان سردار مکری
- مسجد جامع
- مسجد خلیفه شیخ حسام‌الدین
- مسجد جمال‌الدین اسدآبادی
- مسجد سید قطب
- مسجد بلال حبشی
- مسجد خانقا
- مسجد عزیزخان سردار مُکری
- مسجد محمدِ مصطفی
- مسجد امام حسین
- مسجد امام حسن
- مسجد امام علی
- مسجد صفا
- مسجد قدس
- مسجد نور
- حسینیهٔ فاطمیه
- مسجد حضرت ابراهیم
- مسجد حضرت عمر
- مسجد حضرت ابوبکر
- مسجد امام شافعی
- مسجد قبله
- مسجد حضرت فاطمه
- مسجد سلمان فارسی
- مسجد الرسول
- مسجد ایمان[۱۶۵]

مسجد حمامیان
این مسجد در نزدیکی شهر و در کنار روستای حمامیان قرار گرفته و بافت تاریخی آن مربوط به سال ۱۲۸۹ هجری شمسی برابر با ۱۳۲۸ قمری است و قبل از جنگ جهانی اول بنا شده است. بانی مسجد محمودآقا ایلخانی‌زاده و معمار آن معمارباشی مراغه‌ای بوده است. بنای مسجد بابلان مربع شکل و به‌صورت تک گنبدی با مصالح سنگ لاشه‌ای در پی و آجر چهارگوش در بدنه و گنبد پوششی به‌صورت دو لایه با ظرافت خاصی بنا گردیده و بعد از احداث بنای مسجد، واحدهایی تحت عنوان مدرسه به بنای آن اضافه شد.
مسجد جامع بوکان
در کنار تپهٔ قدیمی قلعه سردار در ضلع شرقی چشمه قرار گرفته و به دستور حاکمان وقت بوکان ساخته شده است. در سال ۱۳۴۵ خورشیدی بنای مسجد گسترش یافت و ۴ گنید آجری و ۳ ستون به‌آن اضافه شد. در حال حاضر از این بنا برای برگزاری نماز جمعه مورد استفاده قرار می‌گیرد. مسجدجامع بوکان در سال ۱۳۷۹ به شماره ثبت ۳۴۸۰ در فهرست میراث ملی ایران به ثبت رسیده است.

### خانه‌ها
قلعهٔ سردار یا ارگ بوکان از مکان‌های تاریخی این شهر است. بخش نخست ساختمان این قلعه در سال ۱۲۸۵ هجری قمری برابر با ۱۲۴۷ خورشیدی توسط عزیزخان مکری ساخته شده و مرکز حکومت خانواده‌اش بود. این قلعه در دورهٔ قاجار به‌عنوان دژ نظامی و سکونتگاه مورد استفاده قرار می‌گرفت و نماد این شهر است.

## مراکز آموزشی

### دانشگاه‌ها

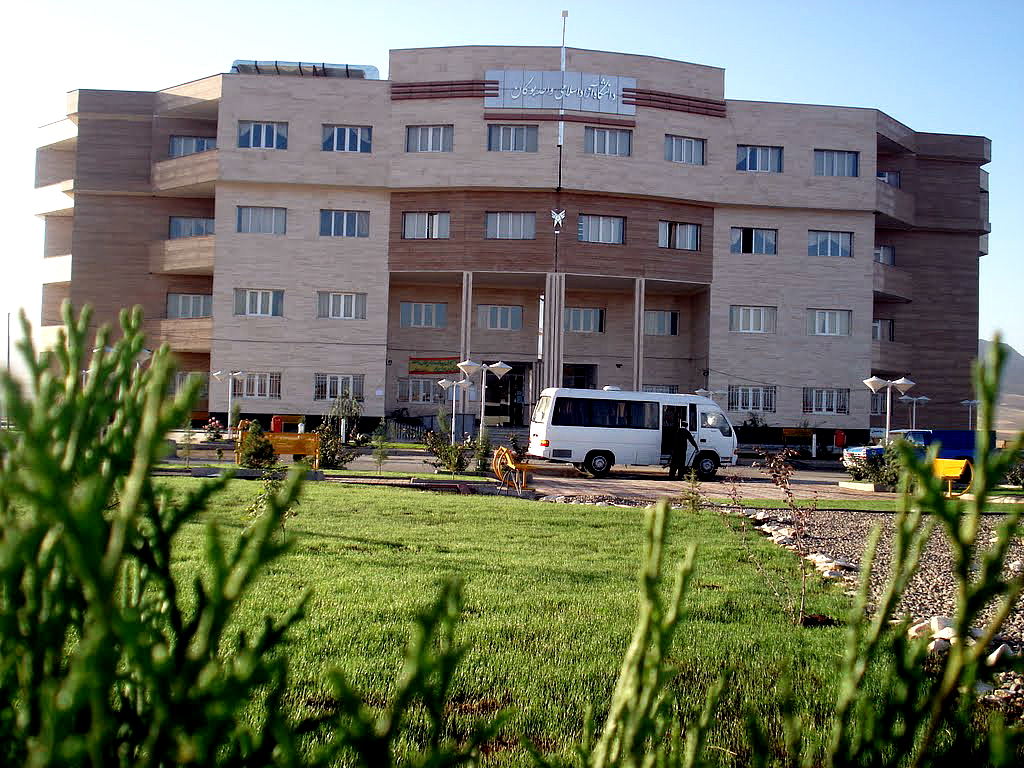
دانشگاه آزاداسلامی واحد بوکان

بوکان داری سه دانشگاه شامل پیام نور، آزاد و دانشگاه علمی کاربردی است. دانشکده پرستاری و پیراپزشکی در شهر بوکان نیز دایراست. در دانشگاه پیام نور بوکان ۳۲۰۰ دانشجو مشغول به تحصیل هستند. دانشگاه جامع علمی کاربردی بوکان دارای ۱۴۰۰ دانشجو در ۲۰ رشته کارشناسی و ۱۶ رشته کاردانی است. در دانشگاه آزاد اسلامی واحد بوکان نیز بیش از ۳۰۰۰ دانشجو مشغول به تحصیل هستند. دانشگاه آزاد اسلامی واحد بوکان جزو ۱۰۰ دانشگاه برتر در میان واحدهای دانشگاه آزاد ایران است.

### مدرسه‌ها

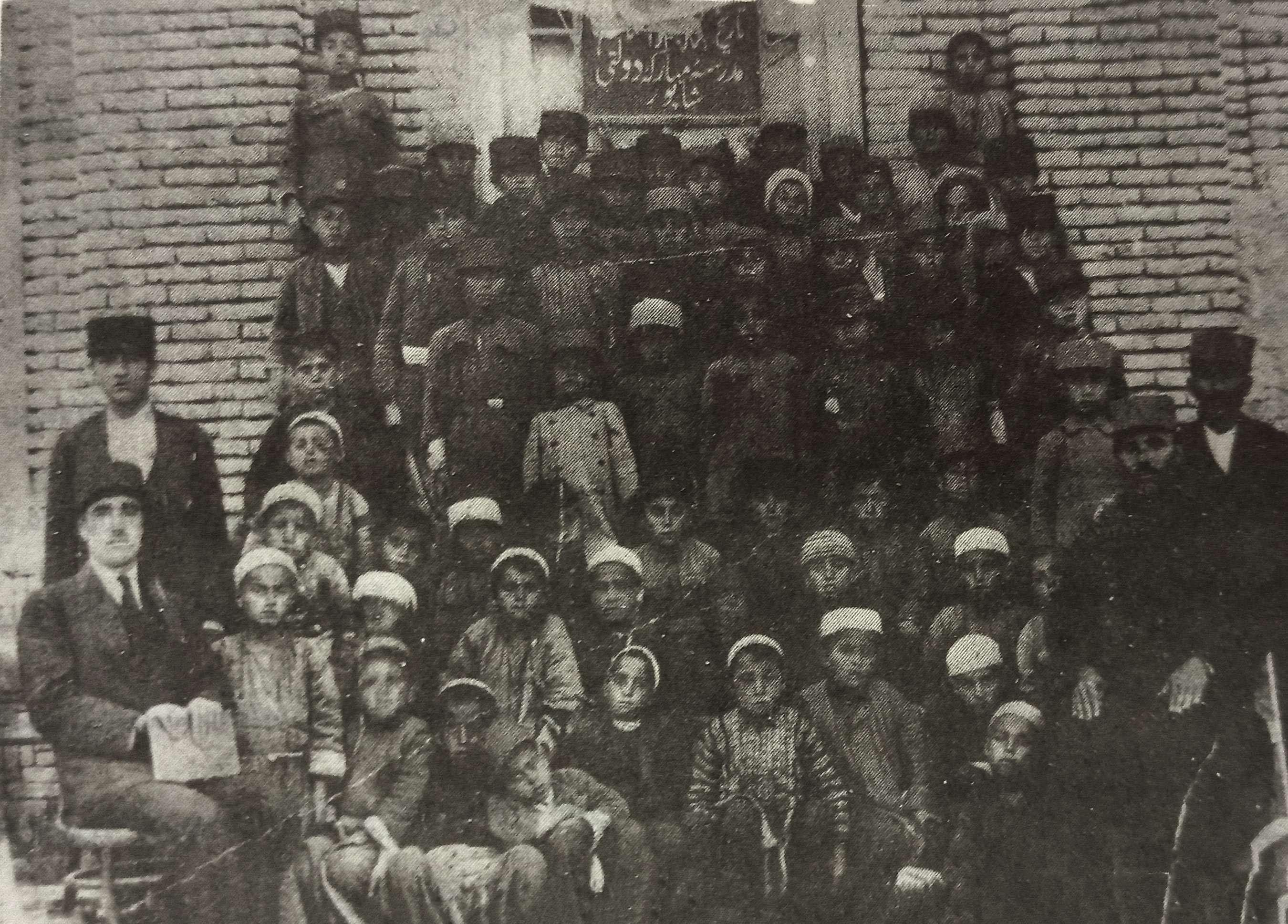
شاپور اولین مدرسهٔ دولتی بوکان در عمارت قلعهٔ سردار در سال ۱۳۰۷ خورشیدی

اولین مدرسه دولتی بوکان در سال ۱۳۰۷ شمسی با نام دبستان مبارکهٔ شاپور با مدیریت مهدی شیبانی (یکی از اهالی شهر تبریز) تأسیس گردید. بعد از مهدی شیبانی به ترتیب ورقائیان، حسن مدرسی و سلیمان امیری مدیر این مدرسه بودند. شیخ حسن کاظمی مکری نیز اولین معلم بوکان بود و تا قبل از تأسیس این مدرسه، مکتب خانه‌های قدیمی در این شهر وجود داشت و عموماً دانش آموزان برای فراگرفتن، کتاب‌های مقدماتی و ساده نظیر گلستان ،بوستان سعدی و منشآت امیرنظام و نصاب‌الصبیان مشغول بودند. تا آن تاریخ هیچ‌گونه مدرسهٔ دولتی در بوکان وجود نداشته است. در سال ۱۳۹۰ تعداد آموزشگاه‌های موجود این شهر در مقطع متوسطه ۲۹ واحد و پیش دانشگاهی ۲۷ واحد بوده است. همچنین تراکم دانش‌آموز در کلاس تشکیل‌شده در کلیهٔ مقاطع تحصیلی این شهر ۳۳ نفر است که نسبت به میانگین استان در رتبهٔ هشتم قرار دارد. بوکان دارای بیش از ۴۲ هزار نفر دانش آموز است.
در سال ۱۳۹۴ نرخ باسوادی شهروندان بوکانی در گروه سنی هدف ۱۰ تا ۴۹ سال به بیش از ۹۳ درصد رسیده است.
مدارس علوم دینی
تاریخ برپایی مدرسه علوم دینی بوکان مربوط به دورهٔ قاجار است که تأسیس مدرسه و انتقال عالم نامدار منطقه ملا محمدحسن وجدی قزلجی از ترجان به شهر بوکان و تأمین تمامی هزینه‌های مدرسه و مستمری طلاب توسط حاکم وقت این منطقه، یعنی سردار محمدحسین خان مکری صورت می‌گرفت. تا اینکه در دورهٔ پهلوی دوم ساختمان مدرسه علوم دینی بوکان در سال ۱۳۵۵ شمسی به مساحت چهارهزار متر مربع در جنوب این شهر تأسیس شد. تعداد طلاب اولیه این مدرسه بیش از پنجاه نفر بود که تحت نظارت سرپرست مدرسه علوم دینی مشغول به تحصیل بودند. از شخصیت‌های برجسته مدرسه علوم دینی بوکان می‌توان به ملا هادی افخم‌زاده اشاره کرد. در شهر بوکان و حومهٔ آن بیش از ۳۰ مدرسهٔ علوم دینی فعال وجود دارد.

### کتابخانه‌ها
نخستین کتابخانهٔ عمومی بوکان در سال ۱۳۴۰ تأسیس شده است. شهر بوکان دارای ۳ باب کتابخانهٔ عمومی و ۴ باب کتابخانه عمومی مشارکتی است. هم‌اکنون ۳ باب کتابخانه عمومی مستقل و تعدادی کتابخانه مستقر در مساجد بوکان مشغول ارائه خدمات به شهروندان این شهر هستند. بیشترین اعضای کتابخانه‌های این شهر را دانش‌آموزان مقاطع مختلف تشکیل می‌دهند. مساحت فضای کتابخانه‌های بوکان ۲٬۵۷۰ متر مربّع بوده و سرانه آن ۱٫۱۴ متر به ازای هر ۱۰۰ نفر و تعداد اعضای کتابخانه‌ها ۳٬۷۰۰ نفر است و به نسبت جمعیّت شهر در حد پایینی قرار دارد که قرار گرفته شدن کتابخانه‌های بوکان در مرکز شهر و عدم دسترسی بخش زیادی از جمعیّت شهر به کتابخانه‌ها از مهم‌ترین علل کمبود اعضای کتابخانه‌های شهر است. در کتابخانه‌های شهرستان بوکان ۶۵٬۰۰۰ جلد کتاب وجود دارد.

## معضلات اجتماعی
مهاجرت‌های بی‌رویه و عدم فرهنگ سازی و تناسب امکانات نسبت به جمعیّت شهر، بوکان را با معضلات اجتماعی مانند سوءمدیریت، بیکاری، طلاق، تکدی گری روبه‌رو ساخته و زمینهٔ افزایش جرایم را در این شهرستان فراهم کرده است. در رابطه با معضل بیکاری، برخی از سرمایه‌داران این شهر به‌جای ایجاد کارگاه‌های تولیدی و اشتغال زایی برای مردم، سرمایه‌های خود را در بازار مسکن و به شکل فعالیت‌های دلالی سرمایه‌گذاری می‌کنند و حاضر نیستند وارد تولید شوند. عدم مسئولیت پذیری در پست‌های مدیریتی، وابستگی‌های جناحی، مهاجرت‌های سامان‌دهی نشده، افزایش نرخ بیکاری، مشاغل کاذب، نبود رسانهٔ دولتی (رادیو و شبکه تلویزیونی) مشکلات زیادی را در تمامی حوزه‌ها برای مردم بوکان ایجاد کرده است.

## معضلات شهری

### آلودگی هوا
آلودگی هوای بوکان بیشتر به‌صورت گردوغبار است و این پدیده بر اثر طوفان‌های شن و وزش باد شدید در بیابان‌های جنوب غربی کشور عراق به وجود آمده و به‌خاطر ریز بودن ماندگاری زیادی در هوا دارند. این نوع آلودگی هنگامی خطرساز است که غلظت آن از حد مجاز بگذرد که می‌تواند مواردی مانند کاهش دید در شهر و مشکلات تنفسی را برای مردم به وجود آورد. در تیرماه ۱۳۹۴ آلودگی هوای بوکان در برخی ساعات به حدود ۶۰۰ میکروگرم بر مترمکعب می‌رسید. ایستگاه سنجش آلودگی هوای شهر بوکان به دستگاه آنالیزور کمتر از ۲٫۵ میکرون مجهز است. این ایستگاه در زمینی به مساحت ۱۸ متر مربع در ضلع شمالی میدان استقلال در سال ۱۳۸۸ احداث شده است و اطلاعات آن کاملاً از طریق اتصال به شبکه از ارومیه و تهران قابل دسترسی است.

### آب شرب
بوکان با آنکه یکی از شهرهای پرآب ایران به‌شمار می‌آید اما با مشکل جدی کم‌آبی در مناطق مختلف شهر روبه رو است. بزرگ‌ترین سد آذربایجان غربی در این شهرستان قرار دارد. مردم این شهر از مشکل کمبود آب رنج می‌برند، درحالی که دریاچه سد شهید کاظمی این شهرستان آب شهرستان‌های تبریز، بناب، ملکان، میاندوآب و بخشی از مراغه را تأمین می‌کند. مسئولان و مدیرکل آب و فاضلاب استان آذربایجان غربی پاسخگو نیستند.
این شهر تنها دارای دو مخزن ذخیره آب ۵ هزار و ۱۰ هزار مترمکعبی بوده و در هر ثانیه در بوکان ۳۳۰ لیتر و پیک مصرف ۶۰۰ لیتر است. مطالعات جدیدی برای انتقال آب از سد شهیدکاظمی انجام گرفته که پیش‌بینی شده است با انتقال آب آن، مشکل آب شرب بوکان تا ۳۰ سال آینده برطرف خواهد شد.

## ساختار شهری

### گسترش
خاستگاه اولیهٔ بوکان در پیرامون چشمه یا حوضخانه آن است. بیش از ۱۳۰ سال قبل، مرحله‌ای از جذب جمعیّت و توسعهٔ بوکان، در اطراف هسته اولیه آن یعنی قلعهٔ سردار و مسجد جامع و چشمه آغاز شد. از نظر جغرافیایی، بوکان برسر راه اصلی و ارتباطی شهرهای بزرگی مانند کرمانشاه، سنندج و تبریز قرار گرفته است. در بعد سیاسی، سردارهای این شهر به آن هویت سیاسی بخشیده‌اند و نسبت به سکونتگاه‌های دیگر از اهمیّت بیشتری برخوردار بوده است.
از قلعهٔ سردار به‌عنوان محلی برای اجرای سیاست‌های دولت‌های مرکزی و سردارهای بوکان در منطقهٔ مکریان استفاده می‌شد. این قلعه در نزدیکی چشمهٔ اصلی واقع شد و به علّت اهمیت دین اسلام برای حاکمان و مردم، مسجد جامع نیز در همان دورهٔ قاجار در نزدیکی ساختمان قلعه و چشمه احداث شد.
در قرن بیستم میلادی تغییرات قابل توجهی در شهرهای ایران و عموماً شهر بوکان به‌طور خالص روی داده است. ورود نظام سرمایه‌داری و معماری مدرن و از همه مهم‌تر ورود اتومبیل و به طبع آن ساخت شبکهٔ راه‌های ارتباطی و خیابان‌بندی، ظاهر شهر دچار دگرگونی شد. این شهر به‌دلیل داشتن تنگناهای ژئومورفولوژی به‌صورت خطی و در محور رودخانهٔ سیمینه‌رود و دامنه کوه نالشکینه رشد و توسعه پیدا کرده است.
از سال ۱۳۴۰ تا اکنون وسعت شهر گسترش زیادی را تجربه نموده و در حال حاضر تا پای کوه نالشکینه و زمین‌های اطراف سیمینه‌رود به زیرساخت و سازهای شهری تعلق گرفته است. گسترش وسعت این شهر بیشتر در جهت شمالی و جنوبی بوده و زمین‌های حاصلخیز برای کشاورزی را اشغال کرده است. بوکان ۷ درصد از مساحت استان آذربایجان غربی را دربرگرفته و پهنه‌ای حدود ۸ کیلومتر دارد که از شهرهای بزرگ استان آذربایجان غربی محسوب می‌شود. طبق سرشماری سال ۱۳۸۵ از جمعیت کل شهرستان بوکان، ۷۴٫۲۵ درصد به نقاط شهری اختصاص دارد. قدیمی‌ترین محلهٔ شهر بوکان، قلعهٔ سردار نام دارد.

نشان‌وارهٔ شهرداری بوکان

### شهرداری
شهرداری بوکان با قدمت بیش از نیم قرن در اوایل دورهٔ پهلوی دوم در سال ۱۳۲۷ پایه‌گذاری شد و اولین شهردار رسمی این شهر سیدعبدالله کاظمی مکری بود. در بدو تأسیس، جمعیت شهر به ۵٫۰۰۰ نفر می‌رسید در حالی که تا قبل از این تاریخ، بوکان را تنها یک قصبه بزرگ می‌نامیدند. ساختمان آن زمان شهرداری بوکان، ساختمان فعلی بانک صادرات در خیابان انقلاب این شهر بود.

### مناطق شهرداری
در طی دهه‌های ۷۰ و ۸۰ خورشیدی شمار قابل توجه‌ای محلّه و شهرک در محدوده شهر ساخته شد. برخی از این محله‌ها همان روستاهای پیشین‌اند که گسترش داده شده‌اند. شهر بوکان در حالت فعلی به سه ناحیه از سوی شهرداری تقسیم‌بندی شده است.

### فضای سبز
در سال ۱۳۸۵ مساحت کل فضای سبز بوکان ۷۷۰٬۰۰۰ مترمربع برابر با ۷۷ هکتار که سرانه فضای سبز این شهر برای هر نفر ۴٫۳۸ مترمربع بوده است. بیش از ۹۰ درصد فضای سبز سطح شهر به‌وسیله آب خام آبیاری می‌شود.

## ساختار اجرایی و اداری
فرماندار به‌عنوان نماینده عالی دولت در شهرستان، نقش هماهنگ‌کننده میان ادارات و مسئول پروژه‌های کلان عمرانی را دارد.
خشایار صنعتی از تابستان ۱۴۰۱ با حکم رسمی وزارت کشور، به‌عنوان فرماندار شهرستان بوکان منصوب شد. او پیش از این، در اسفند ۱۴۰۱، به‌عنوان سرپرست فرمانداری معرفی شده بود.
وی بر پروژه‌هایی مانند احداث ۱۴۰۰ واحد مسکن ملی و ساخت بیمارستان ۲۵۰ تختخوابی نظارت مستقیم داشته‌است.

## اقتصاد
اقتصاد مردم بوکان متکی به حوزهٔ صنایع خرد و بخشی مربوط به گردشگری بوده و بازار بوکان در جایگاه دومین بازار استان آذربایجان غربی قرار دارد.کارخانه‌ها و واحدهای صنعتی و تولیدی بوکان محدود به دورهٔ جمهوری اسلامی است که بعد از خاتمهٔ جنگ هشت ساله ایران و عراق، به‌دلیل موقعیت راهبردی این شهر واحدهای صنعتی گوناگونی طی چند دهه در بوکان احداث شدند و اکنون با داشتن ۱۵۰ واحد صنعتی در رتبهٔ سوم صنعت استان آذربایجان غربی قرار گرفته است.
بوکان در استان آذربایجان غربی در رتبهٔ سوم صنعت پس از ارومیه و خوی قرار دارد. و در زمینهٔ صنعت نساجی، ماشین‌سازی فعالیت دارد. از لحاظ سرمایه‌گذاری ۷/۶ درصد سرمایه‌گذاری آذربایجان غربی را به خود اختصاص داده است.
در شهرک صنعتی بوکان هم‌اکنون ۸۳ کارگاه تولیدی مشغول به فعالیت هستند. محصولات فلزی، پلاستیکی، مواد اولیه صنعت ساختمان و ماشین آلات کشاورزی بیشترین میزان تولیدات واحدهای صنعتی بوکان را تشکیل می‌دهند. مساحت این شهرک صنعتی ۵۹ هکتار و دارای هفت هکتار فضای سبز است.

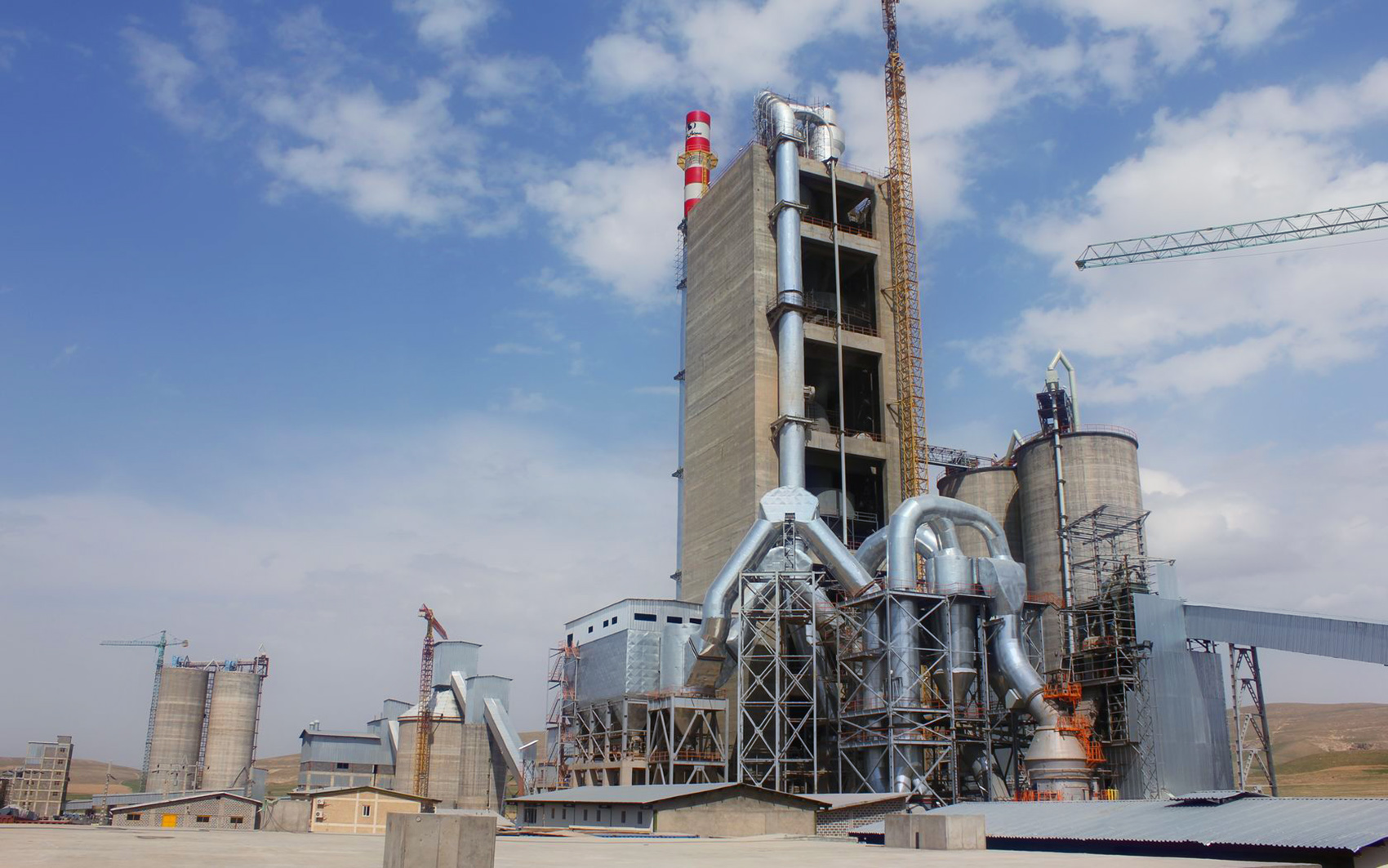
کارخانه سیمان کاوان

### واحدهای صنعتی
سیمان
کارخانهٔ سیمان کاوان از بزرگ‌ترین کارخانه‌های آذربایجان غربی و شمال غرب ایران است که روزانه توانایی تولید چهارتن سیمان را دارد. این کارخانه به دلیل موقعیت خاص جغرافیای و نزدیکی به مرز الخصوص باکشور عراق و به جهت رشد صنعت در سال ۱۳۸۵ فاز اول و سال ۱۳۹۰ فاز دوم آن ساخته شد و بیش از ۵۰۰ نفر به‌صورت مستقیم و ۴۰۰۰ هزار نفر به‌صورت غیرمستقیم در این کارخانه مشغول به کار هستند. برای احداث این کارخانه ۲۵ میلیون یورو و ۵۴۵ میلیارد ریال تسهیلات هزینه شده است. ۳۲ درصد محصولات کارخانه سیمان کاوان بوکان به خارج از ایران صادر می‌شود.
پلی اتیلن
واحد تولیدی پلی اتیلن بوکان در سال ۱۳۷۶ با خرید ماشین‌آلات موردنیاز از کشور اتریش راه‌اندازی شد و فعالیت خود را به منظور تأمین لوله‌های مورد نیاز طرح‌ها و سیستم‌های آبیاری در بخش‌های کشاورزی، آبرسانی شهری و روستایی، گازرسانی و فاضلاب آغاز کرده است که در سال ۱۳۹۳ به‌عنوان واحد نمونهٔ استاندارد کشوری معرفی شد.
کارتن آکاردئونی
نخستین کارخانهٔ کارتن آکاردئونی ایران در بوکان قرار دارد. از جمله محصولات این کارخانه می‌توان به تولید کارتن سه‌لایه با کیفیت بسیار بالا، کارتن‌های ضربه‌گیر جهت استفاده در جعبه و جعبه‌های بزرگ کارتنی برای حمل و نقل و محافظت از اشیاء حساس و شکننده اشاره کرد.
اتاق‌های کامیون
این شهر از قطب‌های مهم در زمینهٔ تولید اتاق‌های کامیون در استان آذربایجان غربی و ایران به‌شمار می‌رود. تعداد ۳۲ واحد در بخش اتاقک‌سازی در شهرک صنعتی این شهر فعال هستند.
| نام                      | سال تأسیس | رده فعالیت                                               | صادرات                        | وضعیت |
| ------------------------ | --------- | -------------------------------------------------------- | ----------------------------- | ----- |
| کارخانه سیمان کاوان      | ۱۳۸۵      | سیمان تیپ یک و تیپ ۲                                     | عراق · ترکیه                  | فعال  |
| شیشه                     | ۱۳۸۸      | شیشه دوجداره و..                                         | عراق · ترکیه                  | فعال  |
| پلی اتیلن                | ۱۳۷۶      | پلی اتیلن                                                | عراق · روسیه                  | فعال  |
| ماشین‌سازی                | ۱۳۷۴      | تجهیزات و قطعات صنایع سبک                                | نروژ · عراق · سوئد · انگلستان | فعال  |
| شرکت سازه کشت کاوه بوکان | ۱۳۶۸      | تولیدکننده ماشین آلات و ادوات کشاورزی                    | ایران                         | فعال  |
| کارتن آکاردئونی بوکان    | ۱۳۹۴      | تولید ورق کارتن آکاردئونی، تولید پالت مقوایی و پالت باکس | ایران                         | فعال  |
| نساجی خاتم‌الانبیاء       | دههٔ ۷۰    | نساجی                                                    | خاورمیانه                     | تعطیل |

### صنعت چاپ
بوکان یکی از فعال‌ترین شهرهای آذربایجان‌غربی، غرب و شمال غرب کشور در زمینه چاپ به‌شمار می‌رود. در این شهر سه واحد چاپ افست، یک واحد چاپ رول فلکسو، چهار واحد چاپ دیجیتال بنر، یک واحد لیتوگرافی، ۲۰ واحد کانون آگاهی و تبلیغات فعال، یک واحد کانون آگاهی، ۳۰ واحد تایپ و تکثیر زیر نظر اتاق اصناف، ۶ واحد مؤسسه انتشارات و سه واحد مؤسسه انتشاراتی وجود دارد.

### تجارت
این شهر در مسیر ارتباطی کلان‌شهرهای ارومیه، تبریز، تهران و با مناطق مرزی کردنشین ایران نیز با سردشت دارای جاده بین شهری است. کالاهای وارداتی اقلیم کردستان عراق از طریق سردشت و بانه به این شهرستان انتقال پیدا می‌کند. همچنین بوکان با کردستان عراق دارای خط ارتباطی زمینی است.

### مشکلات صنعت
یکی از مشکلات صنایع و واحدهای صنعتی بوکان نقدینگی و تسهیلات بانکی و نبود سرمایه‌گذار فعال است.
کارخانه نساجی خاتَم‌الانبیاء در دروان فعالیت خود یکی از بزرگ‌ترین کارخانه‌های نساجی خاورمیانه بود که به دلیل مشکلات نقدینگی و اعتبارات از ۲۳ اردیبهشت سال ۱۳۸۶ تاکنون تعطیل است.
نساجی خاتم‌الانبیا روکش مخصوص صندلی خودروهای سبک و سنگین و پوشاک را تولید می‌کرد که توانایی تولید ۱۸ هزار متر در ۱۵ روز را دارا بود. این کارخانهٔ ریسندگی در ایران و خاورمیانه باتولید محصولات ممتاز خود از جایگاه بالای برخوردار بود.

## ترابری و حمل و نقل عمومی
| شهر مقصد | فاصله(KM) |
| -------- | --------- |
| تهران    | ۶۴۹       |
| تبریز    | ۲۰۴       |
| ارومیه   | ۱۸۴       |
| شیراز    | ۱۳۰۶      |
| بانه     | ۸۷        |
| اراک     | ۵۳۸       |
| سنندج    | ۲۲۵       |
| سردشت    | ۱۴۰       |
| کرمانشاه | ۳۶۲       |
| رشت      | ۵۴۸       |

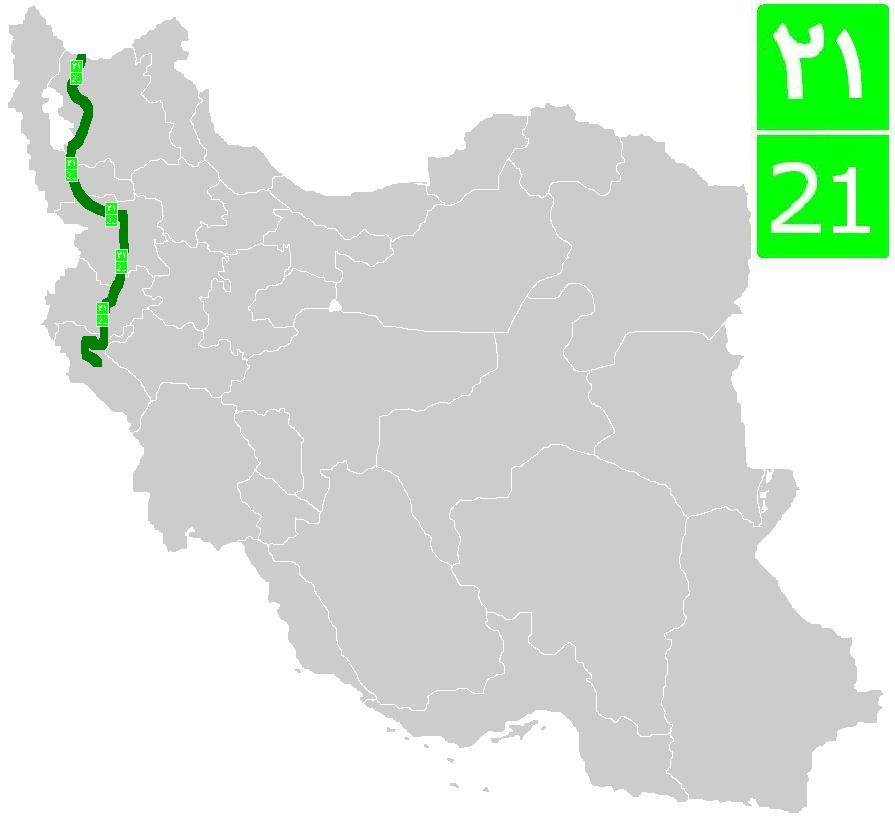
جاده ۲۱

جادهٔ ۲۱ که از بوکان می‌گذرد و مراکز استان‌های غرب ایران را به هم متصل می‌کند و سپس به مرز جمهوری آذربایجان ختم می‌شود.
بوکان مرکز ناحیهٔ جنوب و جنوب شرقی دریاچه ارومیه و مهم‌ترین جادهٔ ترانزیتی غرب کشور محسوب می‌شود که ۱۳ استان از راه‌های مواصلاتی این شهرستان تردد می‌کنند. این شهر بر سر راه‌های ارتباطی سه استان مهم آذربایجان غربی، آذربایجان شرقی و کردستان قرار گرفته و از موقعیت ویژه‌ای برخوردار است، به‌طوری‌که ارتباط در شهرهای ناحیه‌ایِ شمال غرب کشور نظیر تبریز و سنندج بایکدیگر بدون عبور از بوکان امکان‌پذیر نیست.
سازمان اتوبوسرانی بوکان در سال ۱۳۸۱ تأسیس شده است. بیش از ۴۹ دستگاه اتوبوس در سطح شهر و حوزه‌های استحفاظی به فعالیت اشتغال دارند و همگی آن‌ها به بخش خصوصی واگذار شده‌اند. تعدا ۲۷ دستگاه از اتوبوس‌های این سازمان بنز ۳۵۵ و تعداد ۲۲ دستگاه دیگر بنز ۴۷۵ است. در روز تعداد ۱۹۹۲۰ نفر و در ماه ۵۹۷۶۶۰۰ نفر توسط اتوبوس‌های سازمان اتوبوسرانی بوکان جابجا می‌شوند.
در بوکان بیش از ۱٬۰۶۸ تاکسی فعال موجود است که حدود ۷۵ درصد جابجای مسافران درون‌شهری را به‌خود اختصاص داده است. از این تعداد ۷۱۸ دستگاه تاکسی گردشی، تعداد ۳۳۱ دستگاه آژانس تلفنی، تعداد ۱۲ دستگاه تاکسی ویژه خطی و تعداد ۷ دستگاه ون در سطح شهر فعال هستند.
در دههٔ هفتاد به وزارت راه و ترابری ابلاغ شد که طرح مطالعاتی احداث راه‌آهن مراغه به بوکان و سپس به استان کردستان را آغاز کند، اما پیگیری نشد. در مرداد ۱۳۹۰ مجدداً مصوبه طرح مطالعاتی راه‌آهن مراغه-میاندوآب به بوکان ابلاغ و از سوی معاون اول دولت احمدی‌نژاد ابلاغ شد.
در طرح جامع حمل و نقل ایران، براساس آن کشور به پنجاه‌وچهار منطقه تقسیم شده است که شهر بوکان در منطقهٔ هشتم این تقسیم‌بندی قرار دارد.
پایانهٔ جامع مسافربری بوکان
در شهر بوکان تعداد شش پایانهٔ مسافربری بین‌شهری فعال وجود دارد. پایانهٔ جامع بوکان در شرق شهر در بلوار شهید قاسم سلیمانی به مساحت سه هکتار و در نزدیکی کنارگذر این شهر در حال احداث است.

## ورزش
بوکان دارای بیش از ۱۸ باشگاه ورزشی روباز و سرپوشیده شامل سالن‌های سنگ‌نوردی آمادگی جسمانی، پیتلاس، بدنسازی، بوکس، پینگ‌پنگ، تکواندو، تنیس روی میز، تیراندازی، جودو، بینت بال، ورزش‌های رزمی، ژیمناستیک، شطرنج، فوتسال، کاراته، کشتی، والیبال، وزنه‌برداری، ووشو، فوتبال، والیبال و هندبال، زمین‌های اسکیت، اسب سواری و تیراندازی با کمان و چمنهای طبیعی و مصنوعی و استخر شنا و یک ورزشگاه پنج هزار نفری است. در این شهر ۳۸ هیئت مختلف ورزشی فعال بوده و بیش از ۶ هزار نفر ورزشکار تحت پوشش بیمه هستند.
پاس، پرسپولیس، حسن زیرک و استقلال جزو اولین تیم‌های فوتبال در قبل و بعد انقلاب ۱۳۵۷ در بوکان بودند. سردار بوکان باشگاه ورزشی فوتبال این شهر در سال ۱۳۷۹ تأسیس شد و در سال‌های ۱۳۸۰ و ۱۳۸۱ نایب قهرمان و قهرمان لیگ برتر استان آذربایجان غربی بوده است. تیم فوتبال سردار در حال حاضر در لیگ دسته دو حضور دارد.
ورزش کوه‌نوردی در قبل از انقلاب ۱۳۵۷ نه به شکل امروزی، بلکه بیشتر در آموزشگاه‌ها به صورت گردش در حال انجام بود. اولین گروه‌های کوه‌نوردی به شیوه نوین در سال‌های ۱۳۴۷ تا ۱۳۵۰ توسط دبیرانی که از مرکز و شهرها به بوکان آمده بودند برپا شد و در سال ۱۳۶۷ نخستین هیئت کوهنوردی این شهر فعالیت خود را آغاز کرد. در حال حاضر ۱۵ گروه کوه‌نوردی در سطح شهرستان بوکان حضور دارند و باوجود دیوارهای سنگ نوردی در باشگاه‌ها، رشتهٔ سنگ نوردی نیز به صورت فعال زیر نظر هیئت کوه‌نوردی شهرستان به فعالیت می‌پردازد. هیئت کوه‌نوردی بوکان از فعال‌ترین هیئت‌های ورزشی در سطح استان آذربایجان غربی و ایران است.
هیئت شطرنج بوکان در سال ۱۳۶۸ تأسیس شده است و یکی از قطب‌های اصلی شطرنج آذربایجان غربی و کردستان به‌شمار می‌آید.
شطرنج بوکان این قابلیت و توانایی را داشته که در سال ۱۳۸۹ میزبان سومین دورهٔ مسابقات کشوری جام چی چست باحضور استادان بزرگ شطرنج ایران و بازیکنان تیم ملی باشد.
بوکان در سال۱۳۹۰ مجوز برگزاری مسابقات بین‌المللی را از فدراسیون شطرنج دریافت کرد و در این تاریخ اولین مسابقات بین‌المللی جام بوکان با حضور بازیکنان پنج کشور مختلف در هتل ایزدی این شهر برگزار شد.

## مراکز درمانی

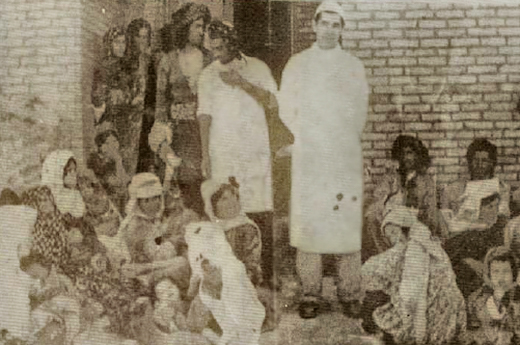
فریدریش آلمانی و احمد ویسی- درمانگاه بوکان سال ۱۳۲۶ شمسی

اولین درمانگاه بوکان در سال ۱۳۲۶ با سرپرستی دکتر فریدریش و همسرش ارویر که از یهودی‌های آلمانی تبار بودند در جنوب شهر ساخته و پس از تکمیل آن رسماً فعالیت خود را آغاز کرد. در سال ۱۳۳۰ درمانگاه ۳۰ تخته‌خوابی بوکان در زمینی به مساحت ۳۰۹۶ متری با سرپرستی فریدریش و با تلاش جمعی از اعضای جمعیت شیروخورشید سرخ ساخته شد، این درمانگاه تا سال ۱۳۵۰ مشغول به فعالیت بود. سپس در سال ۱۳۴۵ نخستین بیمارستان بوکان بانام کوروش کبیر با پنجاه تخت و با ساختمانی یک طبقه در شمال شهر احداث گردید که در حال حاضر به یک درمانگاه تبدیل شده است.
بیمارستان ۲۵۰ تخته‌خوابی
شهید قلی‌پور تنها بیمارستان بوکان است که مجهز به دستگاه‌های پیشرفته سی‌تی اسکن، ام‌آرآی، ماموگرافی، رادیولوژی است. این بیمارستان در شهریور ماه ۱۳۷۹ احداث و مورد بهره‌برداری قرار گرفته است.

## رسانه‌ها

### نشریه‌ها
اولین نشریه کُردی در ایران توسط یکی از اهالی بوکان، فردی به نام ملا محمد قزلجی ترجانی‌زاده در سال ۱۹۲۲ میلادی برابر با ۱۳۰۱ شمسی و به‌نام «روز کُرد» که با نام کردستان هم شناخته می‌شود در ارومیه منتشر می‌شد. نشریه و چاپخانهٔ بوکان در سال ۱۳۲۴ فعالیت خود را آغاز کرد. اولین شماره رسمی نشریهٔ هلاله که در قالب یک مجلهٔ ادبی، سیاسی بود با سردبیری حسن قزلجی در اسفند ماه ۱۳۲۴ به دو زبان کردی و فارسی منتشر شد. این چاپخانه و نشریه بعد از فروپاشی جمهوری مهاباد تعطیل و به کار خود پایان داد. در اوایل انقلاب اسلامی هیچ نشریهٔ در بوکان چاپ نشد تا این‌که در سال ۱۳۷۸ ویژه‌نامه رصد در این شهر چاپ و منتشر شد و سپس نشریه‌های دیگری به مرور زمان بانام‌های داهاتوو، خور، باران، آزادی، فردای ما، پیام زمان، کوشا، صدای آشنا، سطر اول و مرزداران چاپ و منتشر یافت. بوکان دارای هفت نشریهٔ فعال با اسامی ماهنامهٔ فرصت برابر، ماهنامهٔ منطقه‌ای موج ورزشی، ماهنامهٔ سانا، ماهنامهٔ بوکان، دوهفته‌نامه زیرک، دوهفته‌نامه پیام بهاران و دوهفته‌نامه صدای آشنا است. چهار نمایندگی خبرگزاری فعال نیز در بوکان مستقر هستند.

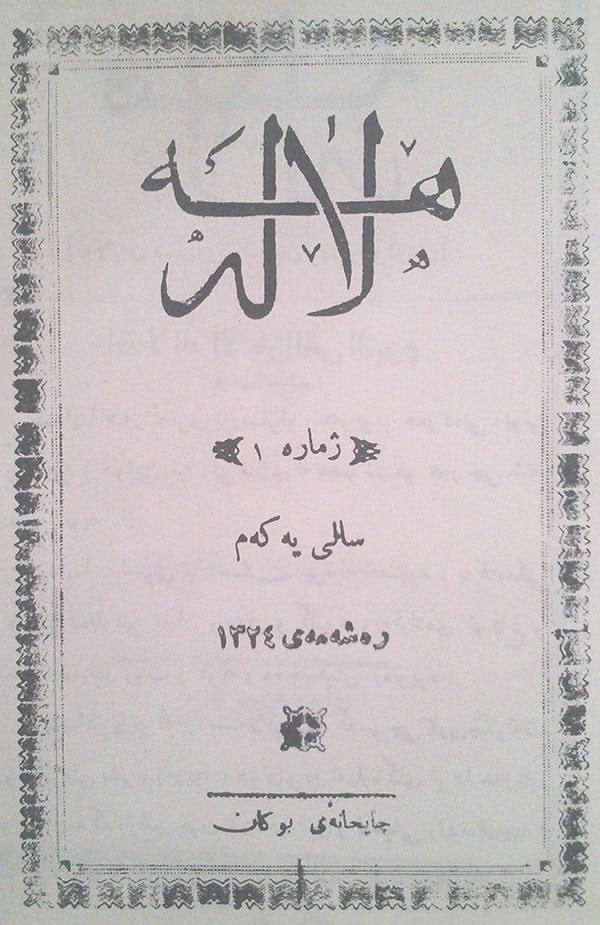

نسخهٔ از مجله ادبی-سیاسی هلاله

## ره‌آورد
ره‌آوردهای بوکان شامل قالی و فروش، غذاهای سنتی، سوغات و صنایع دستی است.
قالی بوکان

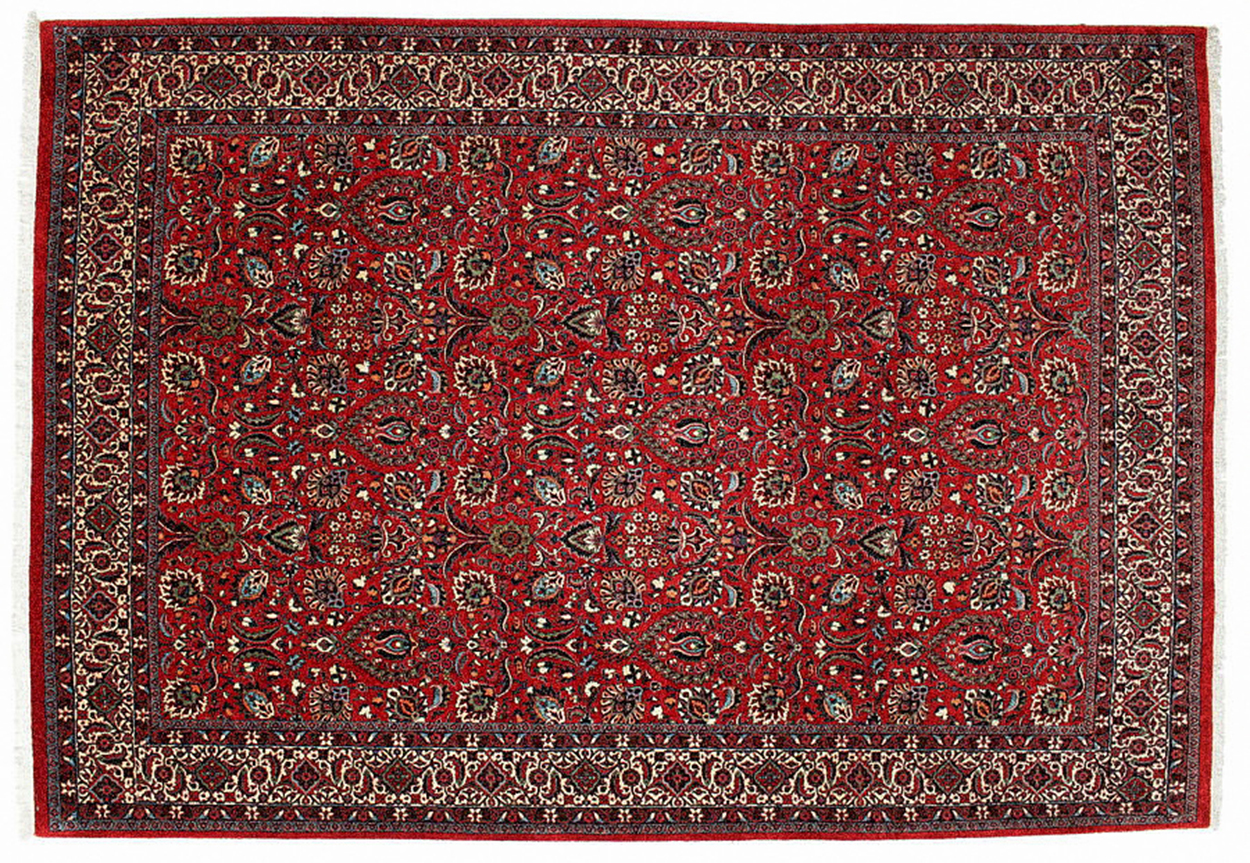
فرش دستباف بوکان

قالی بافی یکی از مهم‌ترین صادرات صنایع دستی بوکان در آذربایجان غربی به‌شمار می‌رود که به خارج از ایران صادر می‌شود. درهمین رابطه تالار مجلس فرانسه با فرش قالیبافان بوکانی با ۳۵۰ متر مربع مساحت تزیین شده است. هشتادو پنج درصد فرش تولیدی این شهرستان به خارج از کشور صادر و مابقی آن در داخل کشور مورد استفاده قرار می‌گیرد. فرش بوکان به سبب طراحی ویژه و کیفیت بالا دارای شهرت است.
غذاهای سنتی
- دلمهٔ برگ مو
- آبگوشت محلی
- آش دوغ
- کلانه
- بلغور (بروش یا برویش)
- کنگر و ماست
- گیلاخه
- کوکو سبزی
- شورمزه
- اسفناج
- هلیماو
- کوفته

سوغات
- بامیه و لقمه قازی (نوعی شیرینی)
- کلوچه‌های محلی
- تخم آفتابگردان
- ترشی محلی
- ماهی قزل‌آلا
- میوه‌های فصلی

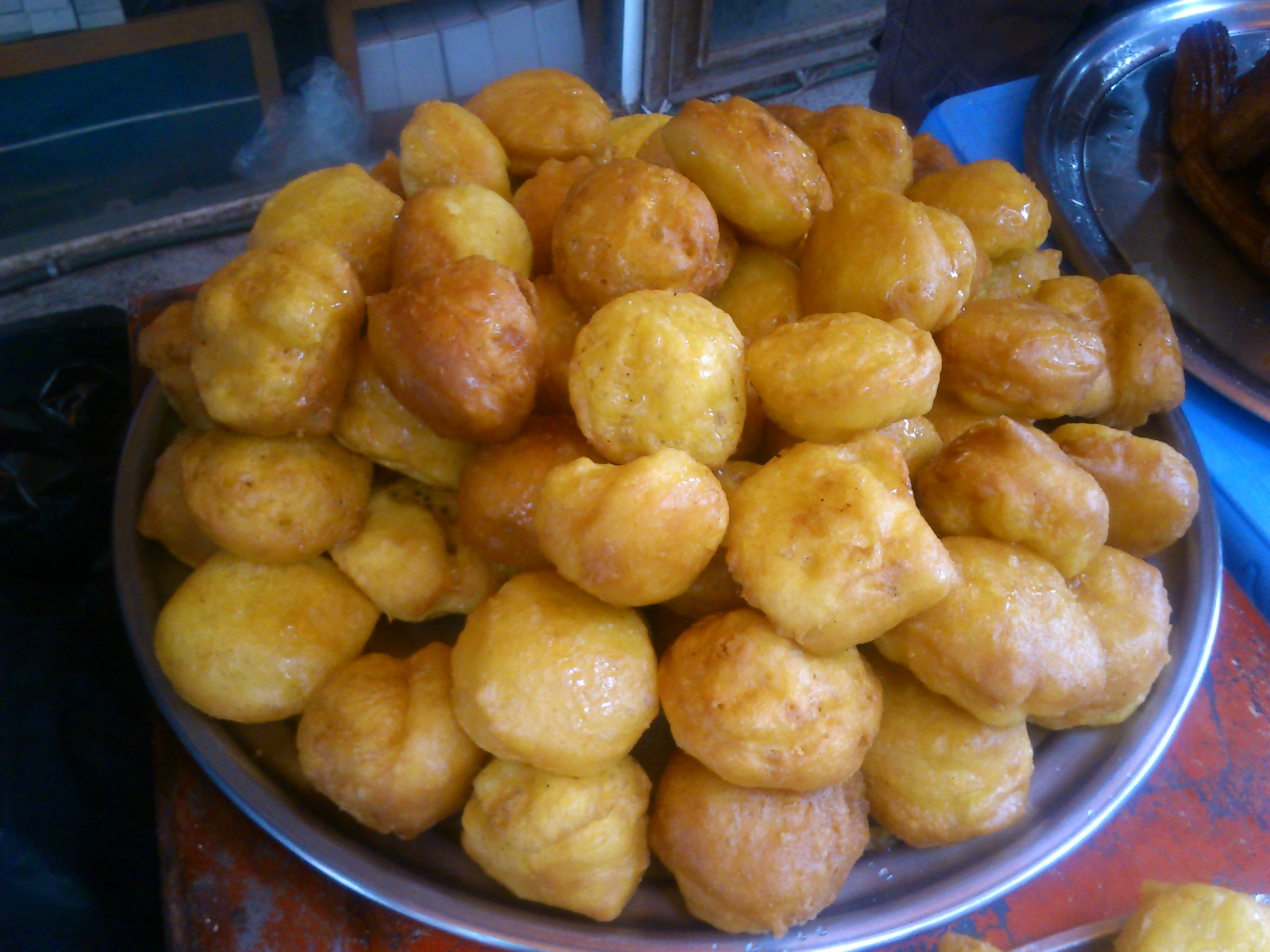
لقمه قازی و بامیه، شیرینی معروف بوکان

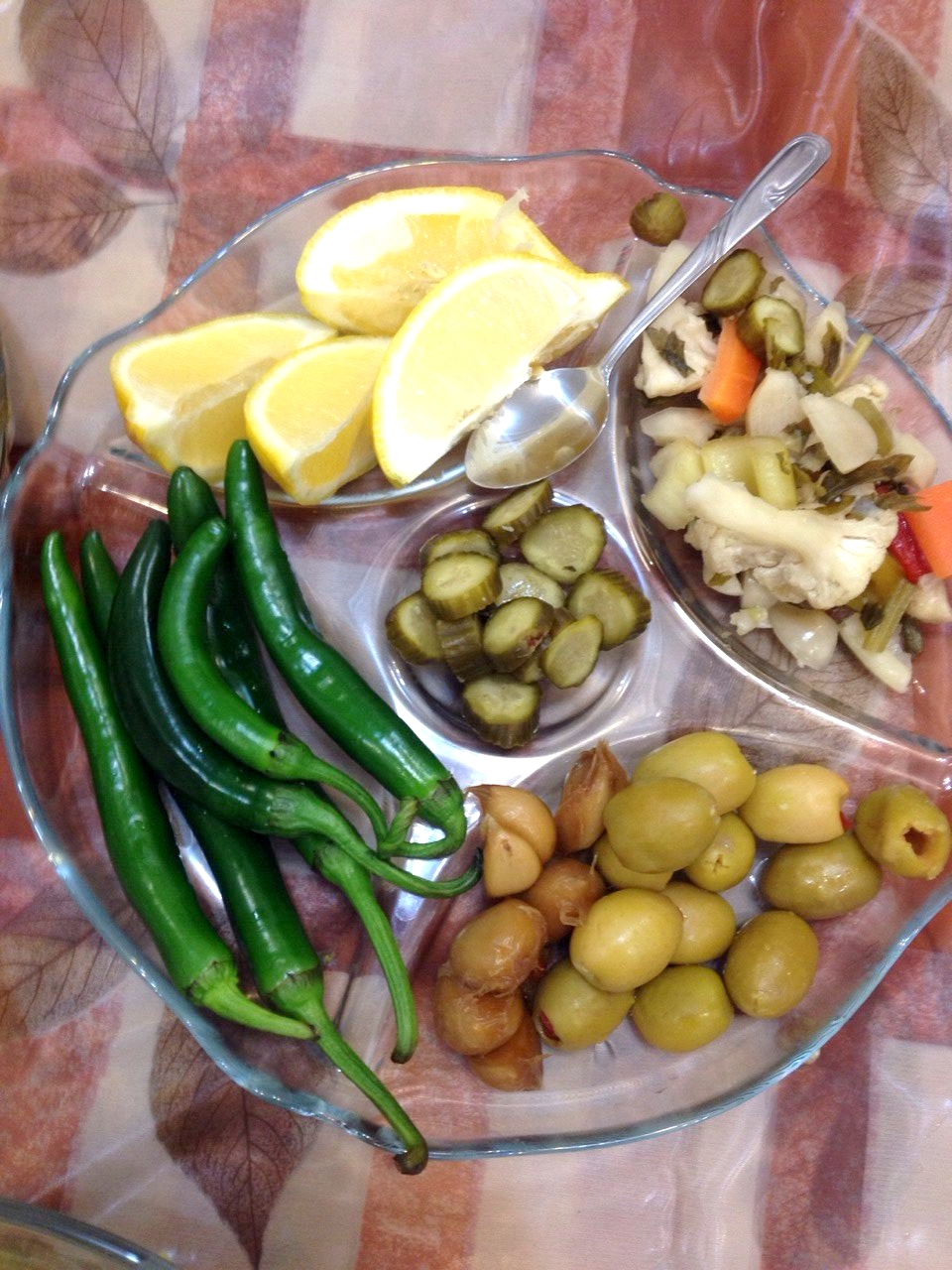
نوعی از ترشی محلی بوکان

- گیاهان خوراکی (قارچ، ریواس، کنگر، اسفناج)
- عسل
- پنیر کوزه

صنایع دستی
- قالی بافی
- بافتنی‌های سنتی (کلاه، جوراب و غیره)
- سجاده‌بافی
- فرش دستباف
- جاجیم
- ملیله‌دوزی و گلدوزی
- گلیم
- کلاش
- طرح‌های چرمی
- طرح‌های چوبی

## یادداشت
1. ↑  نرخ رشد جمعیت شهر (۱۳۹۵)
2. ↑  شهرداری بوکان مناطق این شهر را از لحاظ اداری به صورت ناحیه‌ای اداره می‌کند
3. ↑  Behi - Bahi
4. ↑  ۱۲۶۶ هجری قمری
5. ↑  نام پیشین مهاباد و همچنین به مجموع مناطق مهاباد، بوکان و سردشت نیز در دورهٔ قاجاریه ساوجبلاغ مکری می‌گفتند.
6. ↑  متن سند کوتاه شده است.
7. ↑  امضاء و مهر دفترخانه.
8. ↑  تاریخ و زمان: روز سه‌شنبه سه ساعت به غروب مانده بیست و سوم سال ۱۳۳۳ هجری قمری (۱۲۹۳ شمسی). تاریخ فرهنگ و ادب مکریان بوکان صفحهٔ ۲۱۴
9. ↑  علی آقا معروف به امیراسعد، رئیس ایل دهبکری‌ها و عشایر منطقه بود. علی‌خان بدهکار بود و بوکان را به امیراسعد واگذار کرد و امیراسعد نیز برخی بدهی‌های علی‌خان را به عهده گرفت.
10. ↑  نطق سلیمان انوشیروانی: یکی از تقاضاهائی که مردم بوکان داشتند این بود که بخش بوکان تبدیل به شهرستان به شود و من چهار سال در اینباره تلاش کردم و زحمت کشیدم اما اینکار انجام نشد گناه وزارت کشور نبود بلکه علّت دایره تقسیمات کشوری بود که مرتب نوسان داشت و از این وزارتخانه به آن وزارتخانه می‌رفت؛ ولی به هرحال وعده کردند که در اولین فرصت بوکان شهرستان به شود.